# Serranidae
Famille
Les Serranidae sont une vaste et très diversifiée famille de poissons marins dont les  noms vernaculaires regroupent parfois plusieurs espèces différentes mais de la même famille. Cette famille inclut les barbiers, les anthias, les loches, les mérous, les serrans, les vieilles et les poissons-savons.

## Description
Du fait de l'importance et de la diversité de leur famille, les Serranidae sont relativement difficiles à décrire clairement. Cependant, ils possèdent tous des points communs qui ont permis de les rassembler dans un groupe distinct :
- leur corps est en général d'aspect plus ou moins trapu et compressé ;
- leur pédoncule caudal est haut. Leur bouche terminale est protractile (elle peut être projetée vers l'avant pour capturer des proies), grande, horizontale ou légèrement oblique ;
- le bord supérieur leurs opercules est libre et doté de petites épines aplaties ;
- leur nageoire dorsale est d'un seul tenant et les premières épines (entre sept et douze) sont bien développées ;
- leur nageoire anale débute par trois épines ;
- leurs nageoires pectorales ont des bords plus ou moins arrondis ;
- leurs nageoires pelviennes sont dotées d'une épine et de cinq rayons mous, elles sont situées plus ou moins sous les nageoires pectorales ;
- leur ligne latérale est continue et s’arrête à la base de la nageoire caudale[1] ;
- leurs écailles sont dites cténoïdes[2], c'est-à-dire qu'elle est recouverte de petites pointes fines dans sa partie postérieure, ce qui donne cet aspect rugueux au poisson, et de taille réduite. La tête est partiellement couverte d'écailles, le museau et la partie autour des yeux sont nus.

La coloration du corps et la livrée sont très variables, l'ensemble pouvant être uniforme, avec des lignes horizontales ou obliques, des bandes, des points, des taches ou une composition de ces divers éléments. En outre, les Serranidae ont la capacité de modifier leurs teintes en fonction de leur « humeur » (mode chasse, mode repos…) ou de la profondeur.
Leur taille peut également beaucoup varier selon l'espèce. Le plus petit représentant, Jeboehlkia gladifer, ne mesure que 4 cm de long alors que les plus gros mérous, comme Epinephelus itajara ou Epinephelus lanceolatus, mesurent jusqu'à 3 m pour 400 kg.
Les serranidés sont regroupés en quatre sous-familles principales, correspondant à trois groupes morphologiques relativement distincts :
- les Anthiinae (« anthias » ou « barbiers ») qui sont des poissons planctonivores essentiellement tropicaux, souvent petits, aux couleurs chatoyantes (généralement rouges, roses ou orangés) et vivant en bandes[5] ;
- les Epinephelinae qui sont de gros poissons carnivores trapus (ce sont les « mérous » proprement dits, dont les « loches » et certaines « vieilles ») ;
- les Grammistinae (« poissons-savons ») qui ont des formes légèrement plus arrondies et sont caractérisés par un mucus dermique toxique[6]. Enfin les Serraninae (« serrans ») sont de taille moyenne, et se trouvent dans des eaux légèrement plus tempérées.

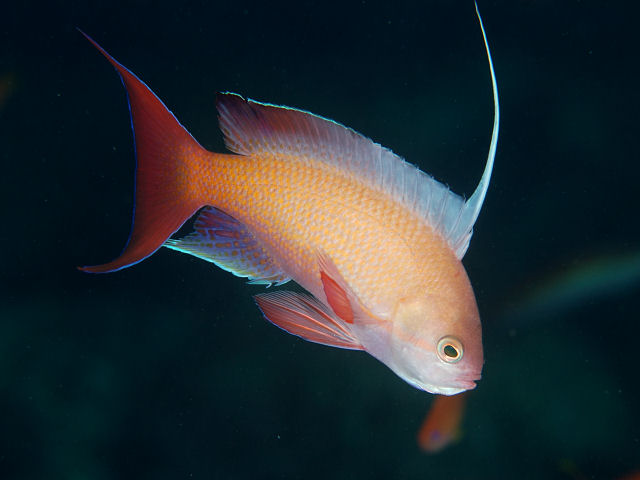
Pseudanthias squamipinnis, un anthias (Anthiinae).
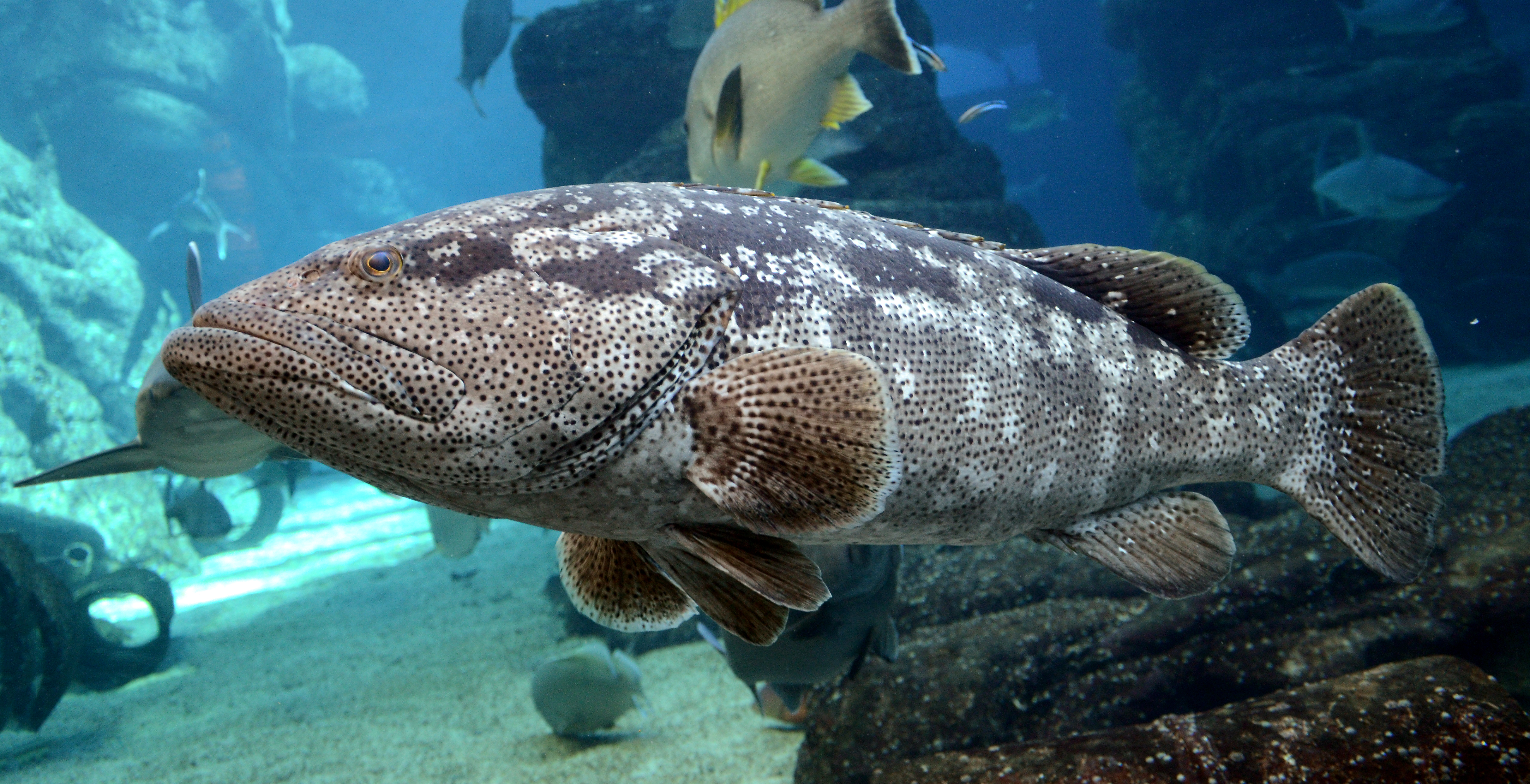
Epinephelus malabaricus, un mérou (Epinephelinae).
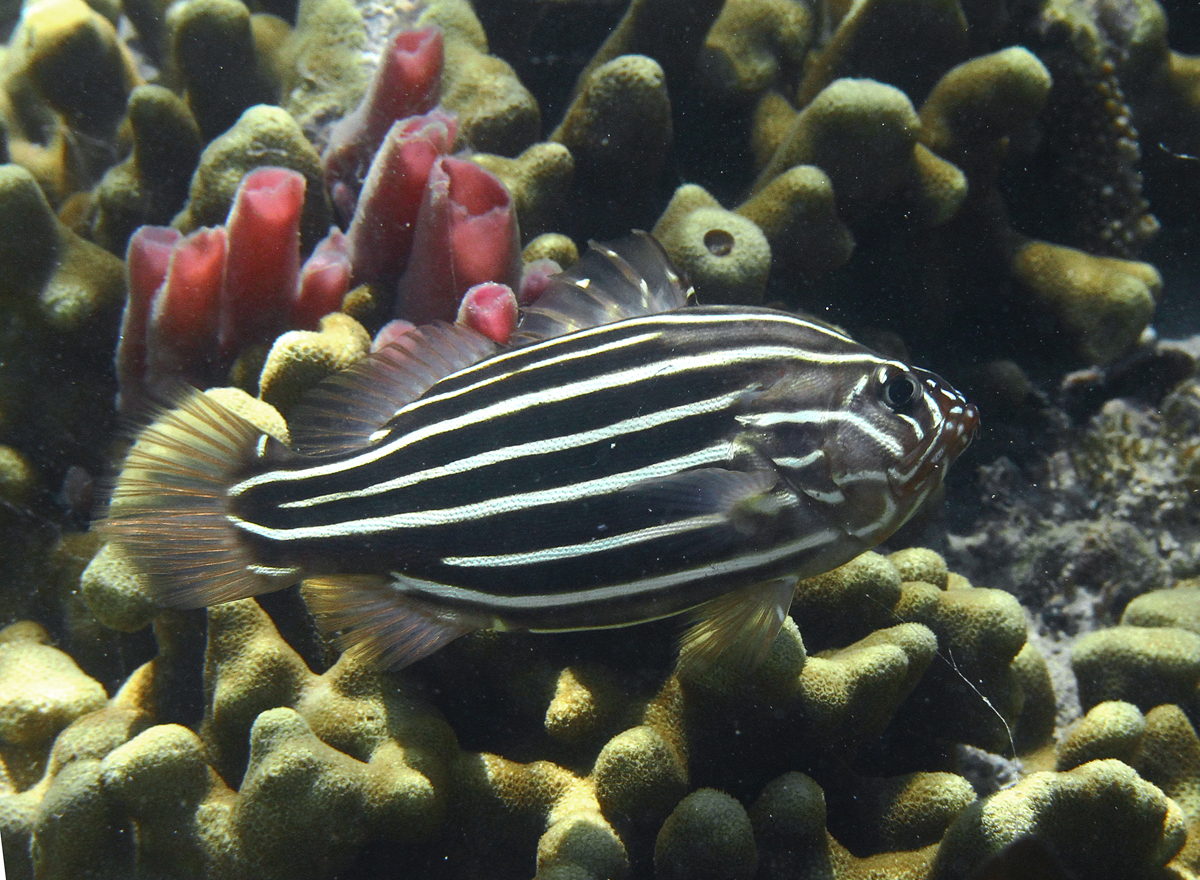
Grammistes sexlineatus, un poisson-savon (Grammistinae)
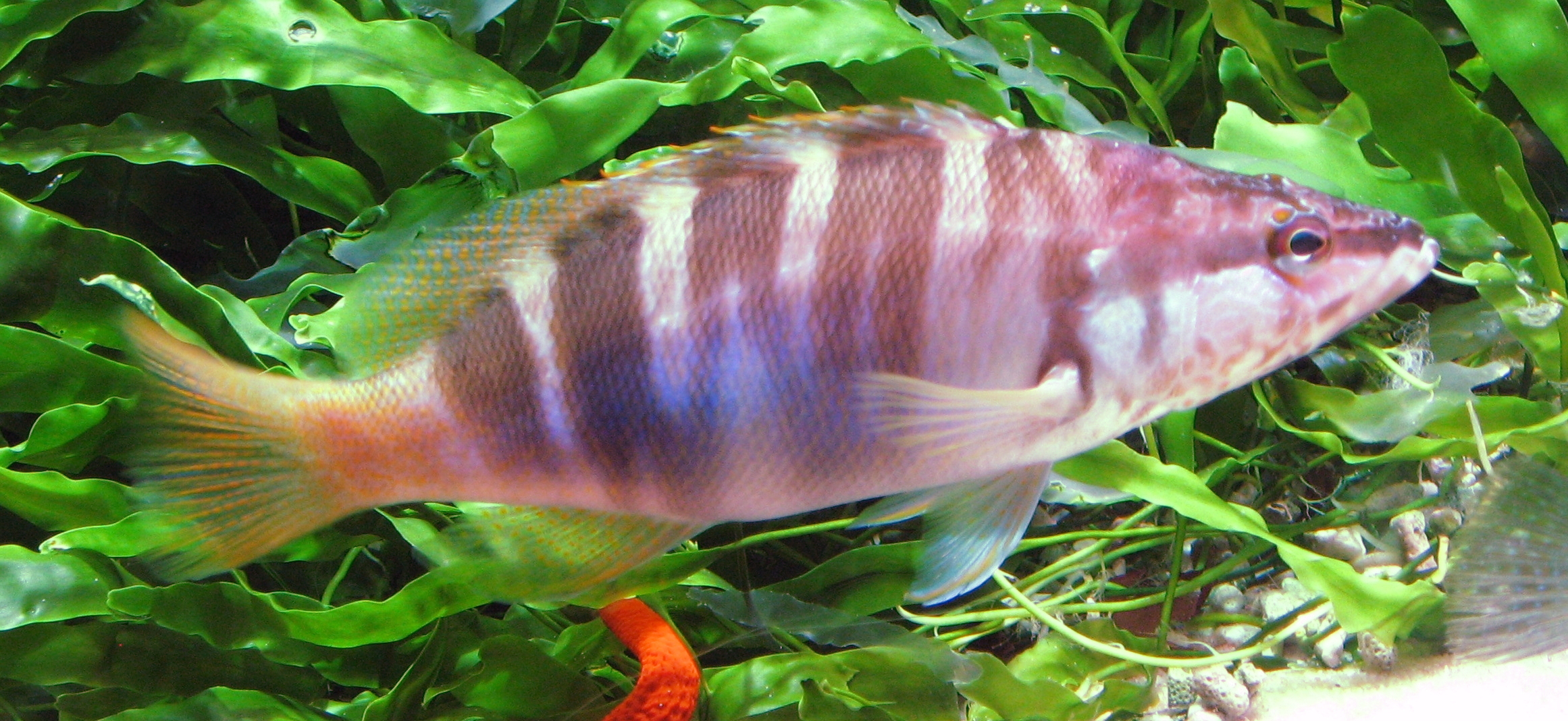
Serranus scriba, un serran (Serraninae).

## Distribution

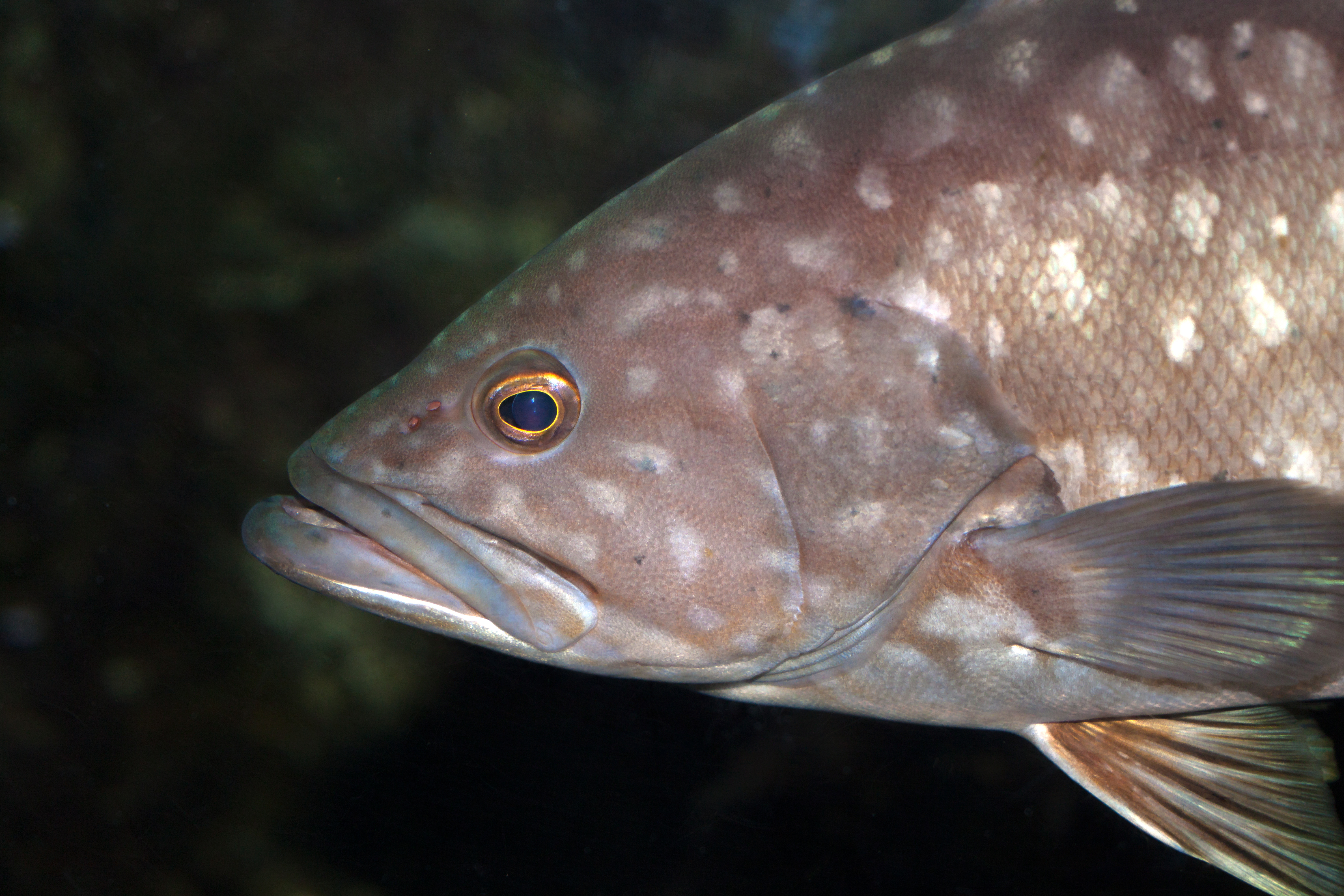
Tête typique d'un serranidé (le mérou Epinephelus marginatus)

Les Serranidae sont présents dans toutes les mers tropicales et subtropicales du globe, certaines espèces vivent dans les eaux tempérées.

## Habitat
Les Serranidés fréquentent les eaux peu profondes jusqu'à des profondeurs modérées inférieures à 200 m mais toujours à proximité des côtes. Ils sont souvent observables sur les récifs coralliens ou les fonds rocheux riches en faune, cependant certaines espèces préfèrent les herbiers ou les fonds meubles.

## Alimentation
Tous les Serranidés sont des carnivores voraces se nourrissant de poissons, de crustacés et de céphalopodes mais certaines espèces sont zooplanctonophages.

## Comportement
Les Serranidés sont majoritairement démersaux, solitaires (sauf durant les périodes de reproduction où il y a de grandes agrégations), sauf les Anthiinae qui vivent et se nourrissent en groupes.
La plupart des Serranidés sont territoriaux et chassent à l'affût. Les Serranidés ont une activité nocturne et/ou diurne qui peut être maximale au lever et/ou au coucher du Soleil.
Ils sont hermaphrodites protogynes, c'est-à-dire que l'animal est d'abord femelle à la maturité sexuelle puis devient mâle au cours de son existence selon son âge ou sa taille.

## Liste des genres
Les analyses moléculaires modernes réfutent la validité des genres Cromileptes (parfois orthographié Chromileptes) et Anyperodon. Chacun de ces genres n'a qu'une seule espèce (respectivement Cromileptes altivelis et Anyperodon leucogrammicus) et ces deux espèces sont incluses dans le même clade que les espèces d’Epinephelus dans une analyse basée sur cinq gènes.
Selon World Register of Marine Species (15 février 2017) :
- sous-famille Anthiinae Poey, 1861
  - genre Acanthistius Gill, 1862
  - genre Anatolanthias Anderson, Parin & Randall, 1990
  - genre Anthias Bloch, 1792
  - genre Baldwinella Anderson & Heemstra, 2012
  - genre Caesioperca Castelnau, 1872
  - genre Caprodon Temminck & Schlegel, 1843
  - genre Choranthias Anderson & Heemstra, 2012
  - genre Dactylanthias Bleeker, 1871
  - genre Epinephelides Ogilby, 1899
  - genre Giganthias Katayama, 1954
  - genre Hemanthias Steindachner, 1875
  - genre Holanthias Günther, 1868
  - genre Hypoplectrodes Gill, 1862
  - genre Lepidoperca Regan, 1914
  - genre Luzonichthys Herre, 1936
  - genre Meganthias Randall & Heemstra, 2006
  - genre Nemanthias Smith, 1954
  - genre Odontanthias Bleeker, 1873
  - genre Othos Castelnau, 1875
  - genre Plectranthias Bleeker, 1873
  - genre Pronotogrammus Gill, 1863
  - genre Pseudanthias Bleeker, 1871
  - genre Rabaulichthys Allen, 1984
  - genre Sacura Jordan & Richardson, 1910
  - genre Selenanthias Tanaka, 1918
  - genre Serranocirrhitus Watanabe, 1949
  - genre Tosana Smith & Pope, 1906
  - genre Tosanoides Kamohara, 1953
  - genre Trachypoma Günther, 1859
- sous-famille Diploprioninae (groupe actuellement vide)
- sous-famille Epinephelinae Bleeker, 1874
  - genre Aethaloperca Fowler, 1904
  - genre Alphestes Bloch & Schneider, 1801
  - genre Anyperodon Günther, 1859
  - genre Bathyanthias Günther, 1880
  - genre Cephalopholis Bloch & Schneider, 1801
  - genre Cromileptes Swainson, 1839
  - genre Dermatolepis Gill, 1861
  - genre Epinephelus Bloch, 1793
  - genre Gonioplectrus Gill, 1862
  - genre Gracila Randall, 1964
  - genre Hyporthodus Gill, 1861
  - genre Jeboehlkia Robins, 1967
  - genre Liopropoma Gill, 1861
  - genre Mycteroperca Gill, 1862
  - genre Niphon Cuvier, 1828
  - genre Paranthias Guichenot, 1868
  - genre Plectropomus Oken, 1817
  - genre Rainfordia McCulloch, 1923
  - genre Saloptia Smith, 1964
  - genre Triso Randall, Johnson & Lowe, 1989
  - genre Variola Swainson, 1839
- sous-famille Grammistinae Bleeker, 1857
  - genre Aporops Schultz, 1943
  - genre Aulacocephalus Temminck & Schlegel, 1843
  - genre Belonoperca Fowler & Bean, 1930
  - genre Diploprion Cuvier, 1828
  - genre Grammistes Bloch & Schneider, 1801
  - genre Grammistops Schultz, 1953
  - genre Pogonoperca Günther, 1859
  - genre Pseudogramma Bleeker, 1875
  - genre Rypticus Cuvier, 1829
  - genre Suttonia Smith, 1953
- sous-famille Liopropomatinae Poey, 1867 (groupe actuellement vide)
- sous-famille Niphoninae (groupe actuellement vide)
- sous-famille Serraninae Swainson, 1839
  - genre Bullisichthys Rivas, 1971
  - genre Centropristis Cuvier, 1829
  - genre Chelidoperca Boulenger, 1895
  - genre Cratinus Steindachner, 1878
  - genre Diplectrum Holbrook, 1855
  - genre Dules Cuvier, 1829
  - genre Hypoplectrus Gill, 1861
  - genre Paralabrax Girard, 1856
  - genre Parasphyraenops Bean, 1912
  - genre Schultzea Woods, 1958
  - genre Serraniculus Ginsburg, 1952
  - genre Serranus Cuvier, 1816
  - genre Zalanthias Jordan & Richardson, 1910
- genre Caesioscorpis Whitley, 1945
- genre Hemilutjanus Bleeker, 1876

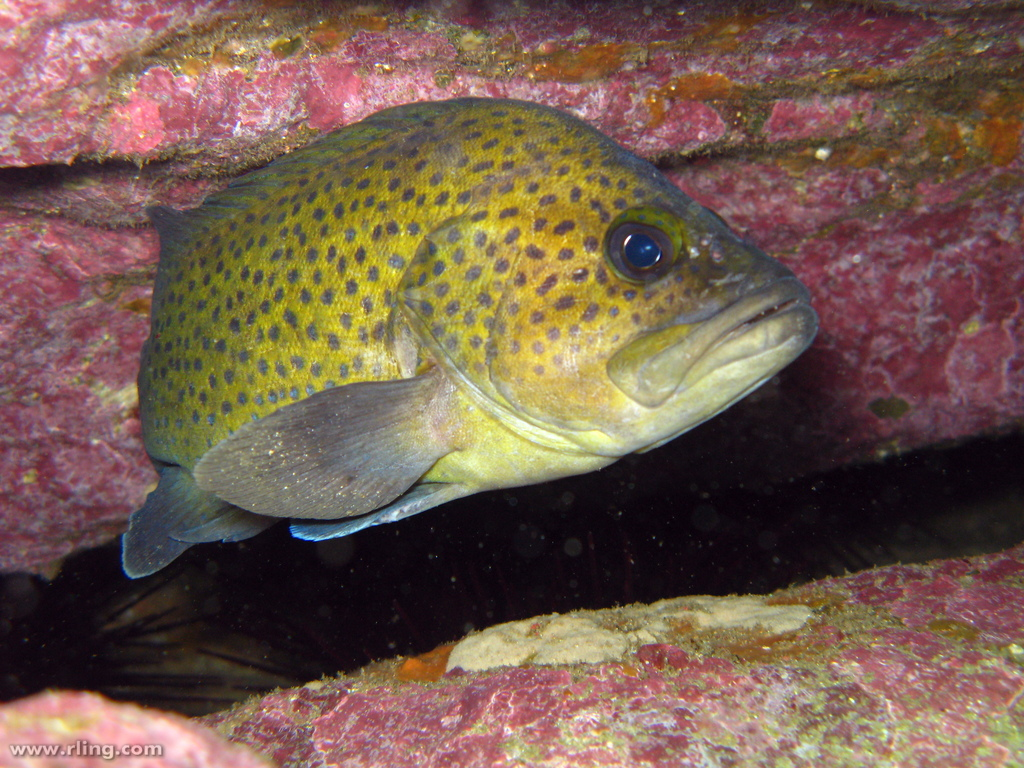
Acanthistius ocellatus
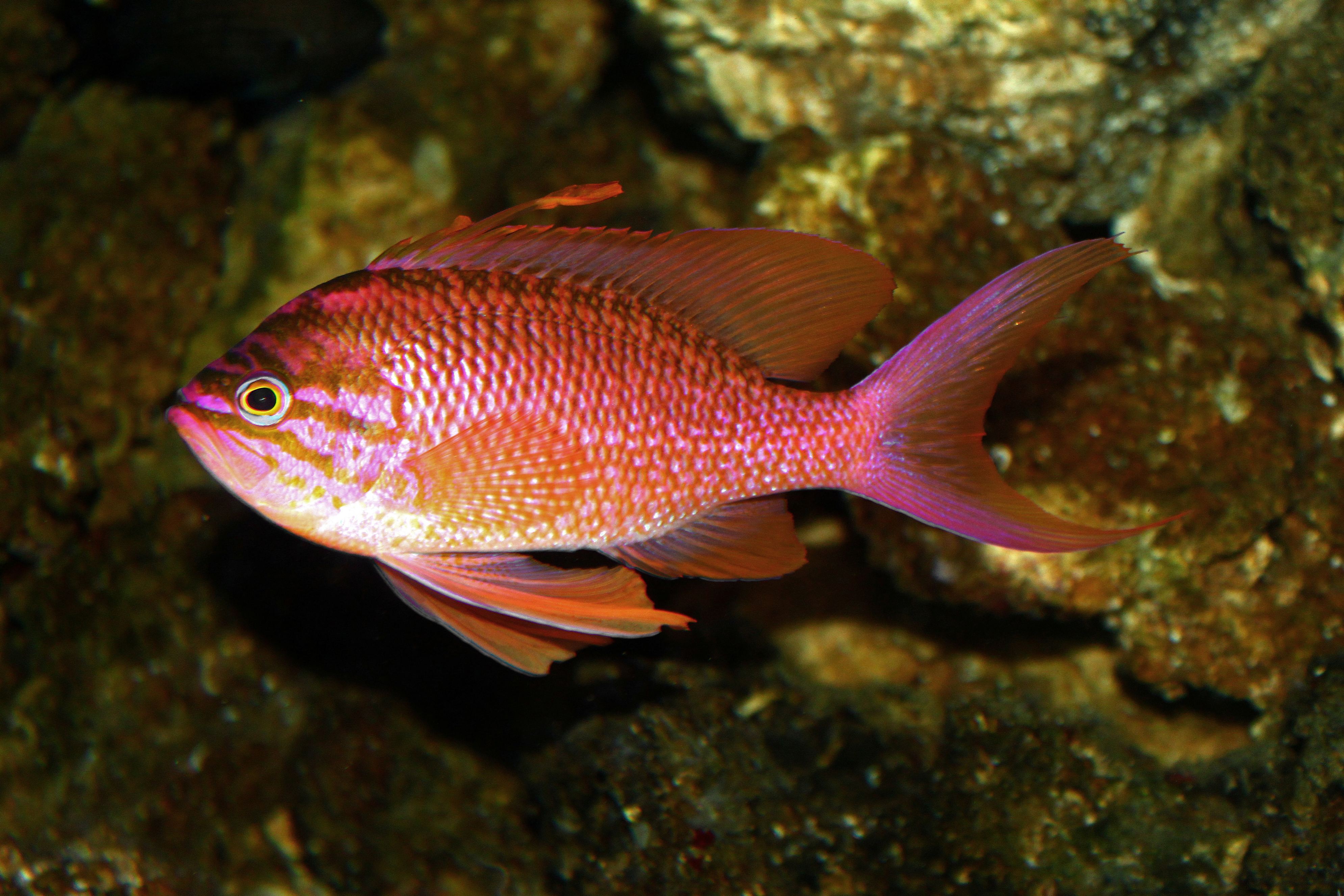
Anthias anthias
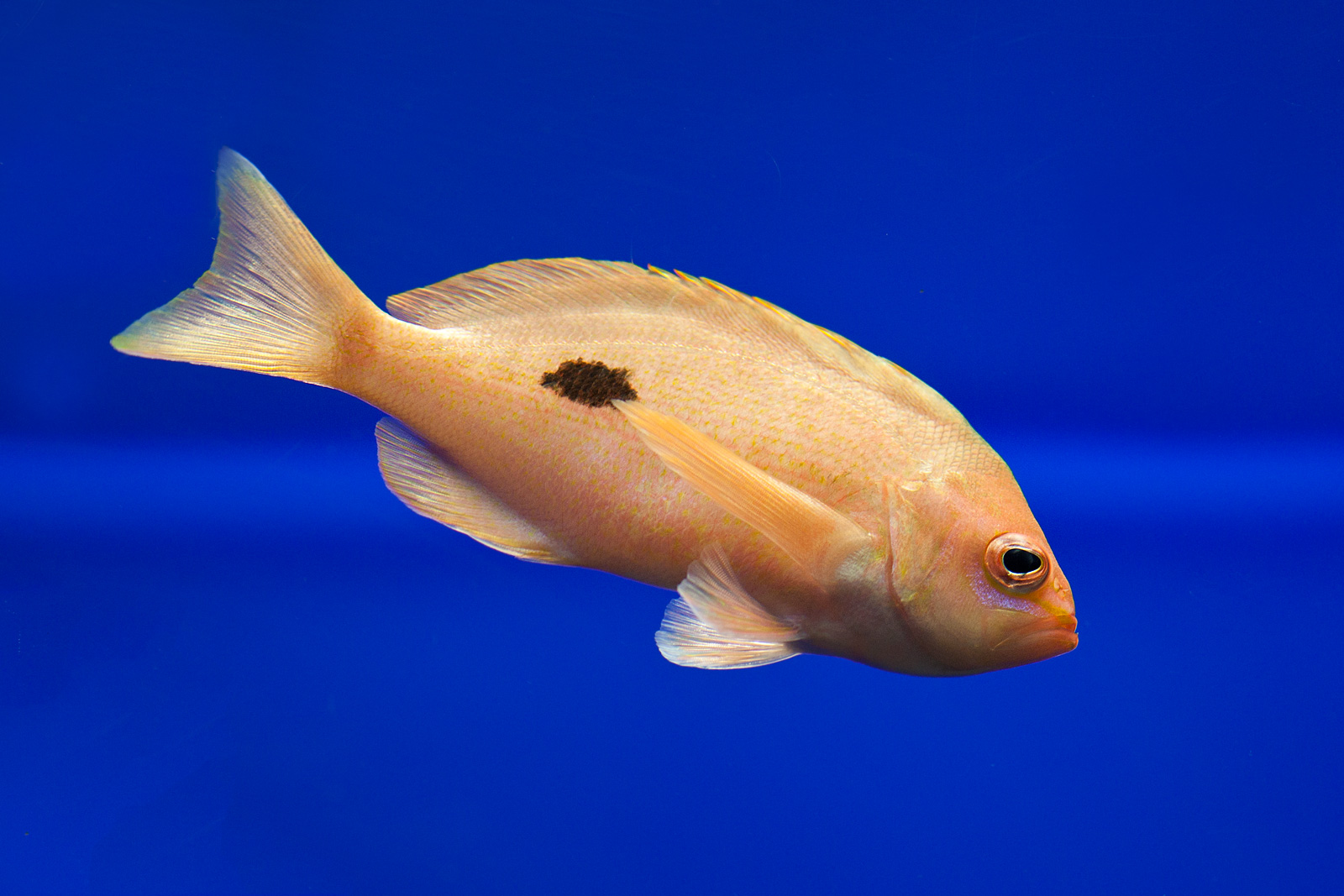
Caesioperca lepidoptera
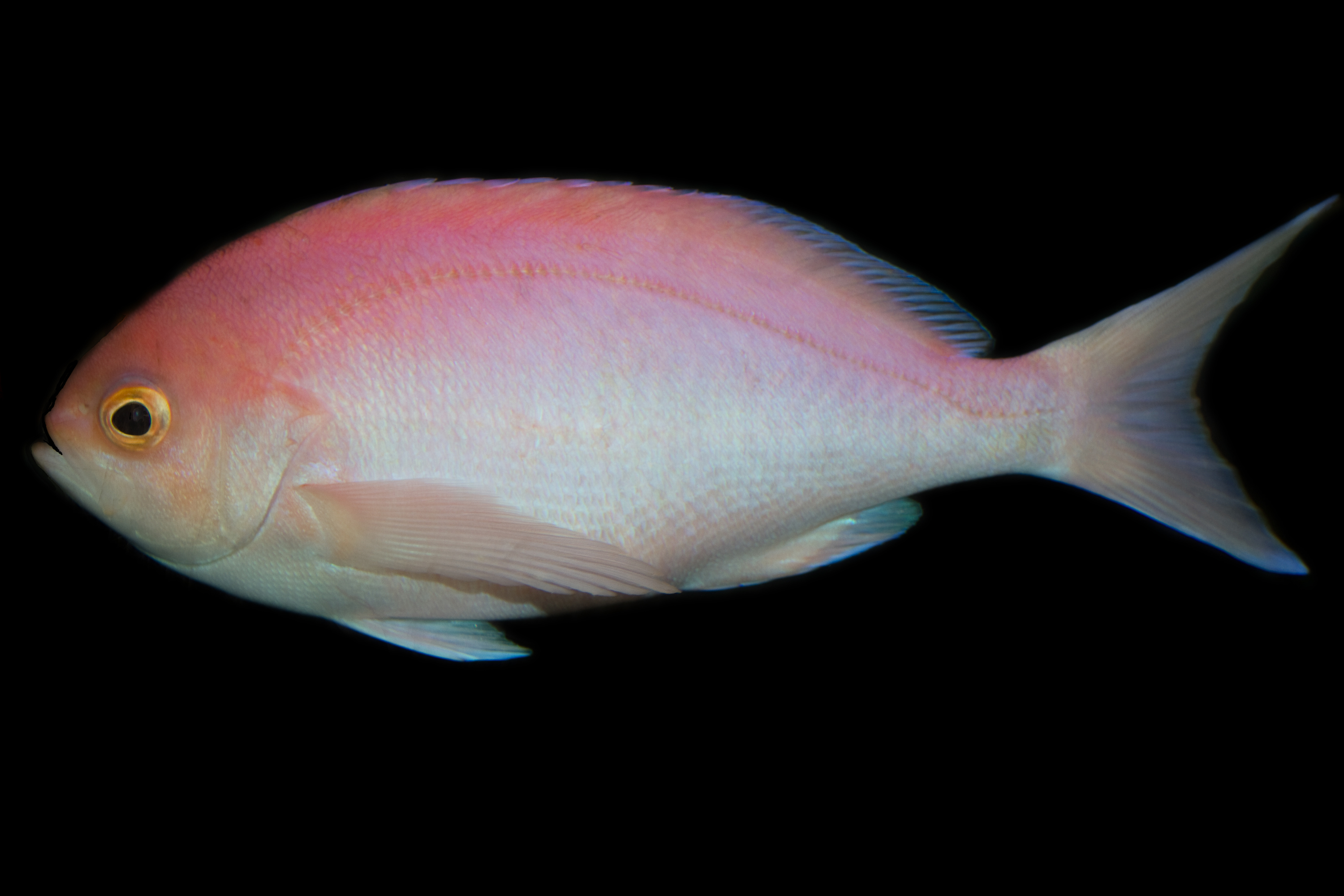
Caprodon longimanus
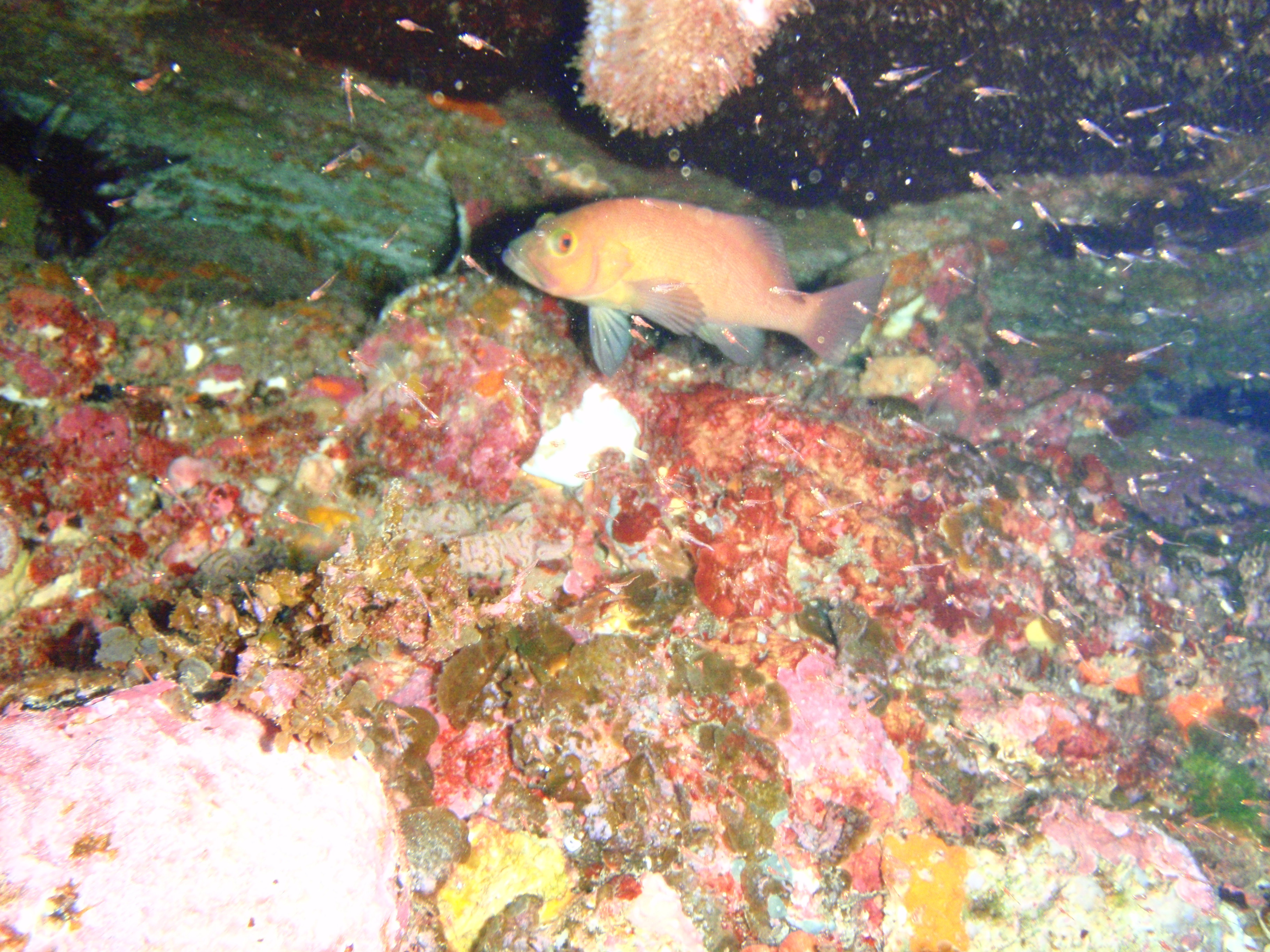
Epinephelides armatus
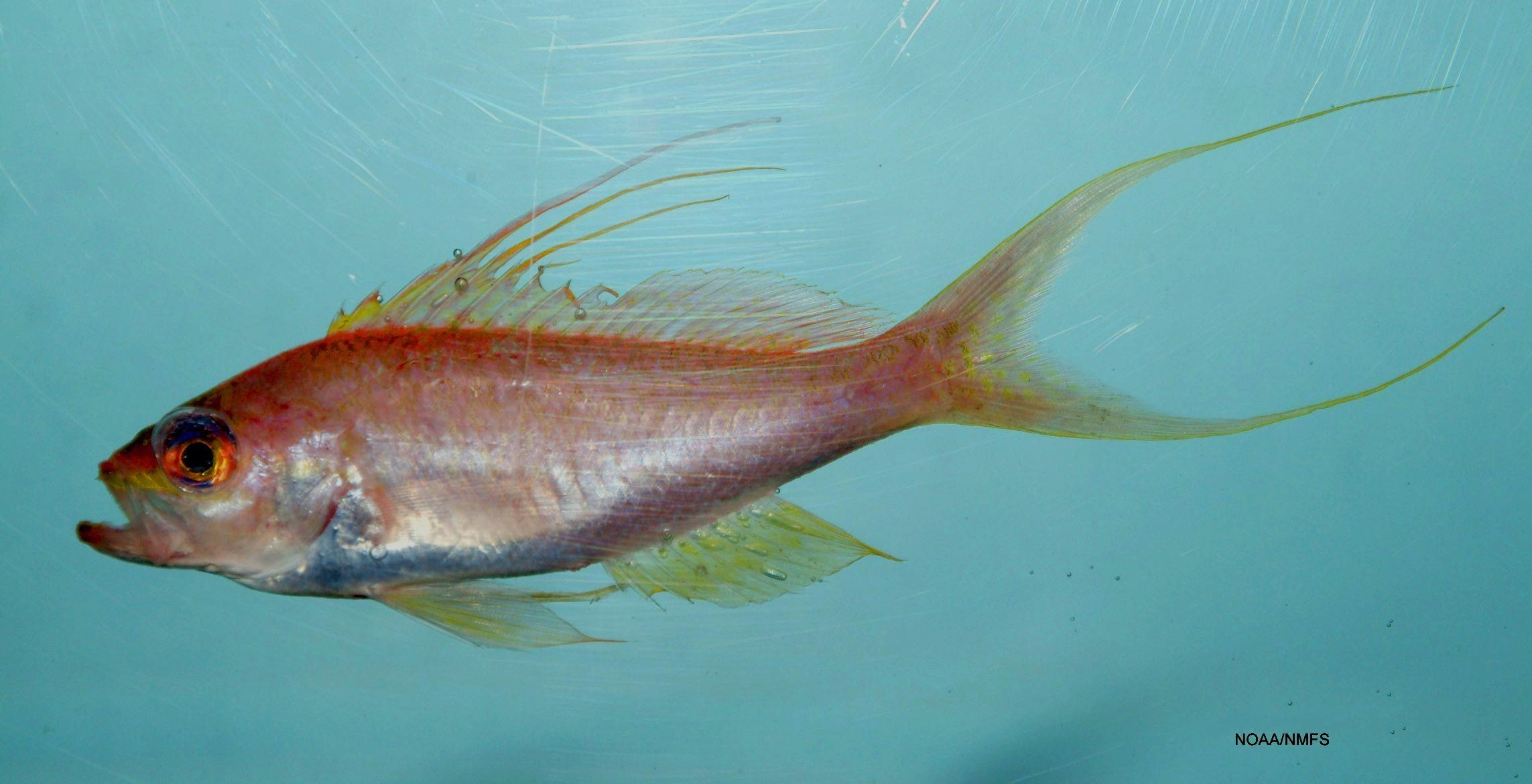
Hemanthias vivanus
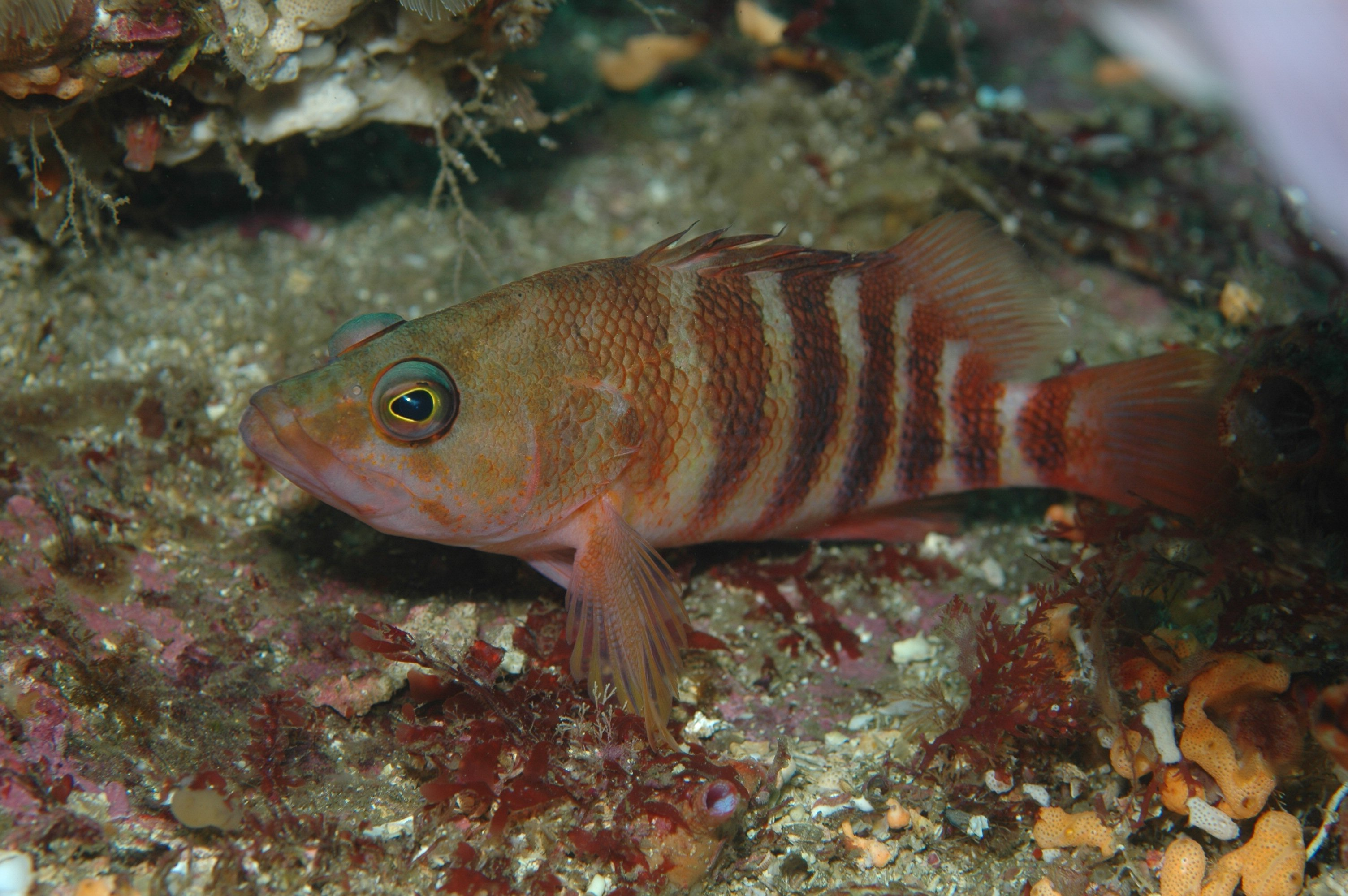
Hypoplectrodes huntii
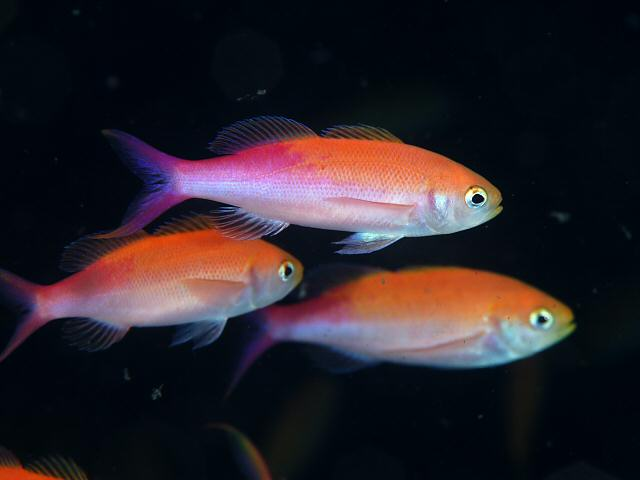
Luzonichthys waitei
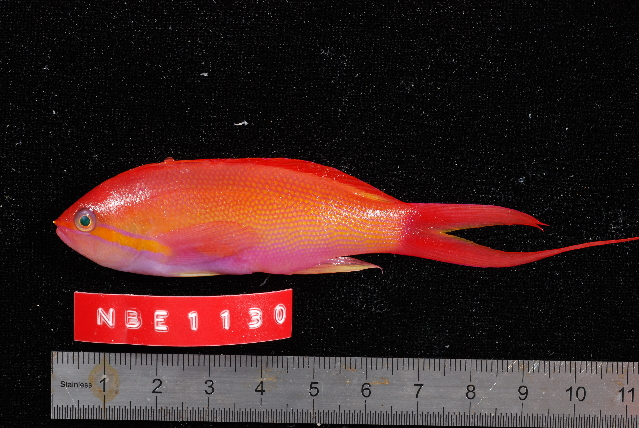
Nemanthias carberryi
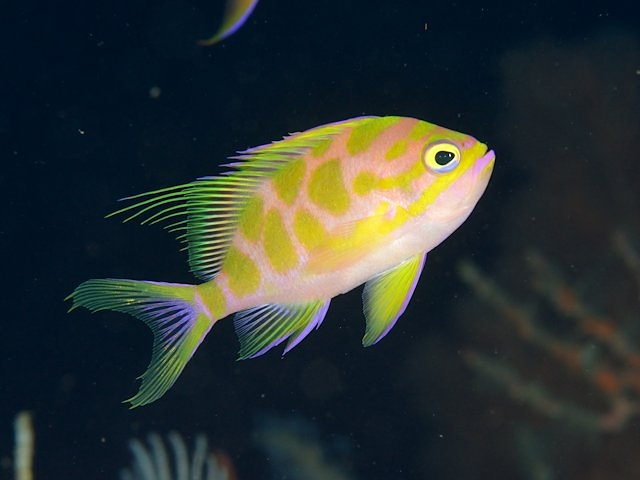
Odontanthias borbonius
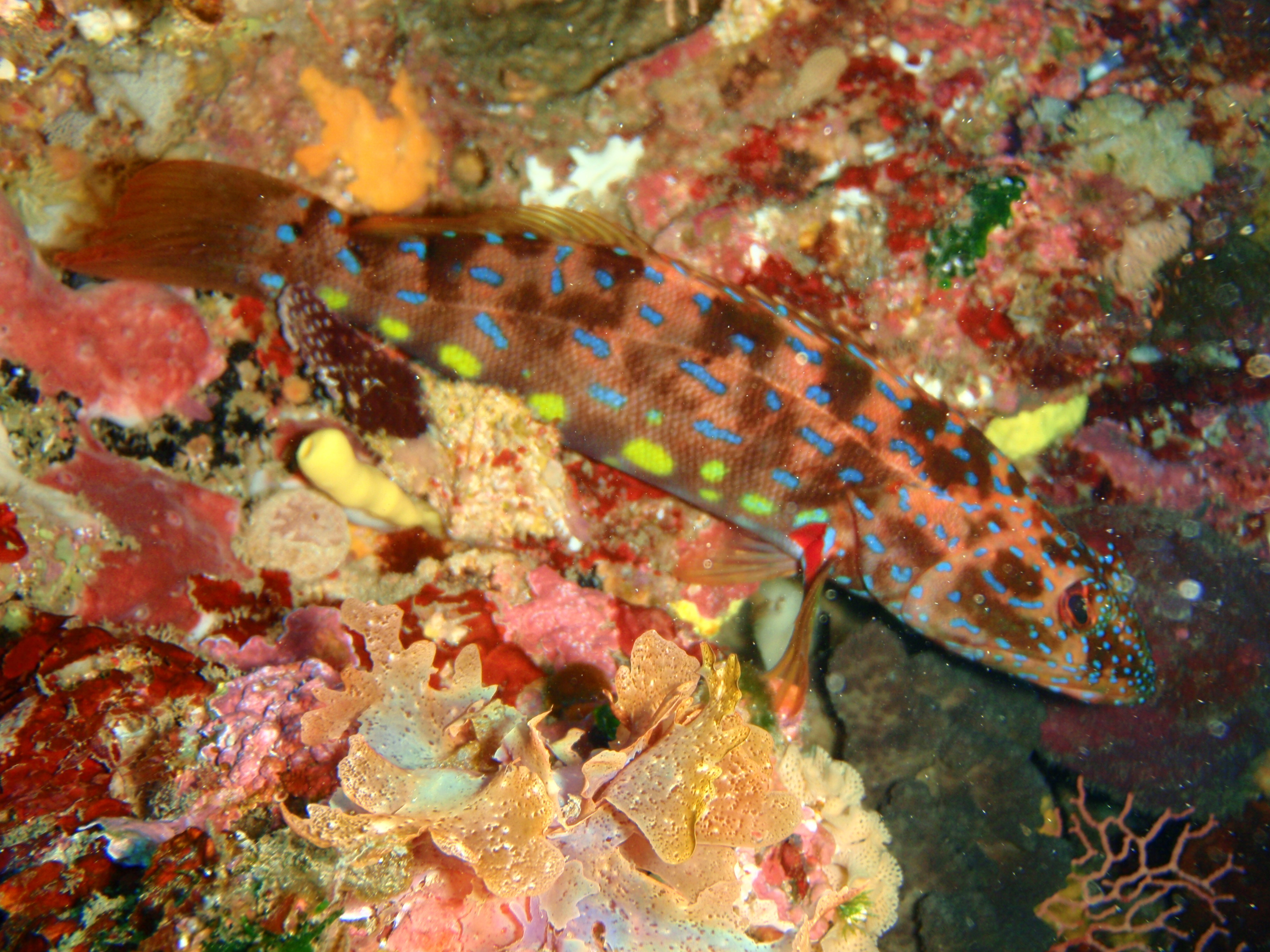
Othos dentex
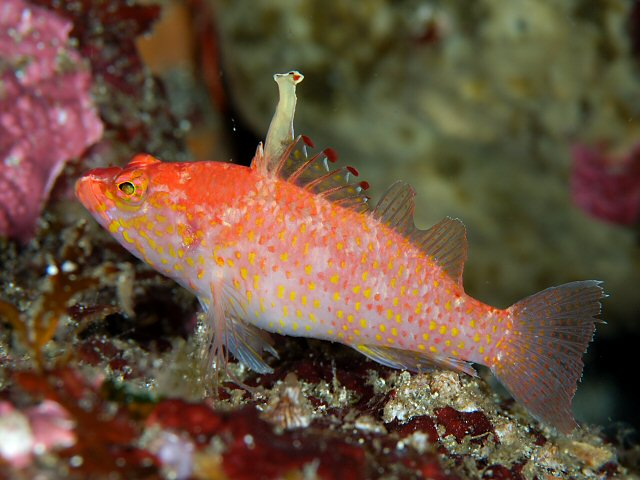
Plectranthias altipinnatus
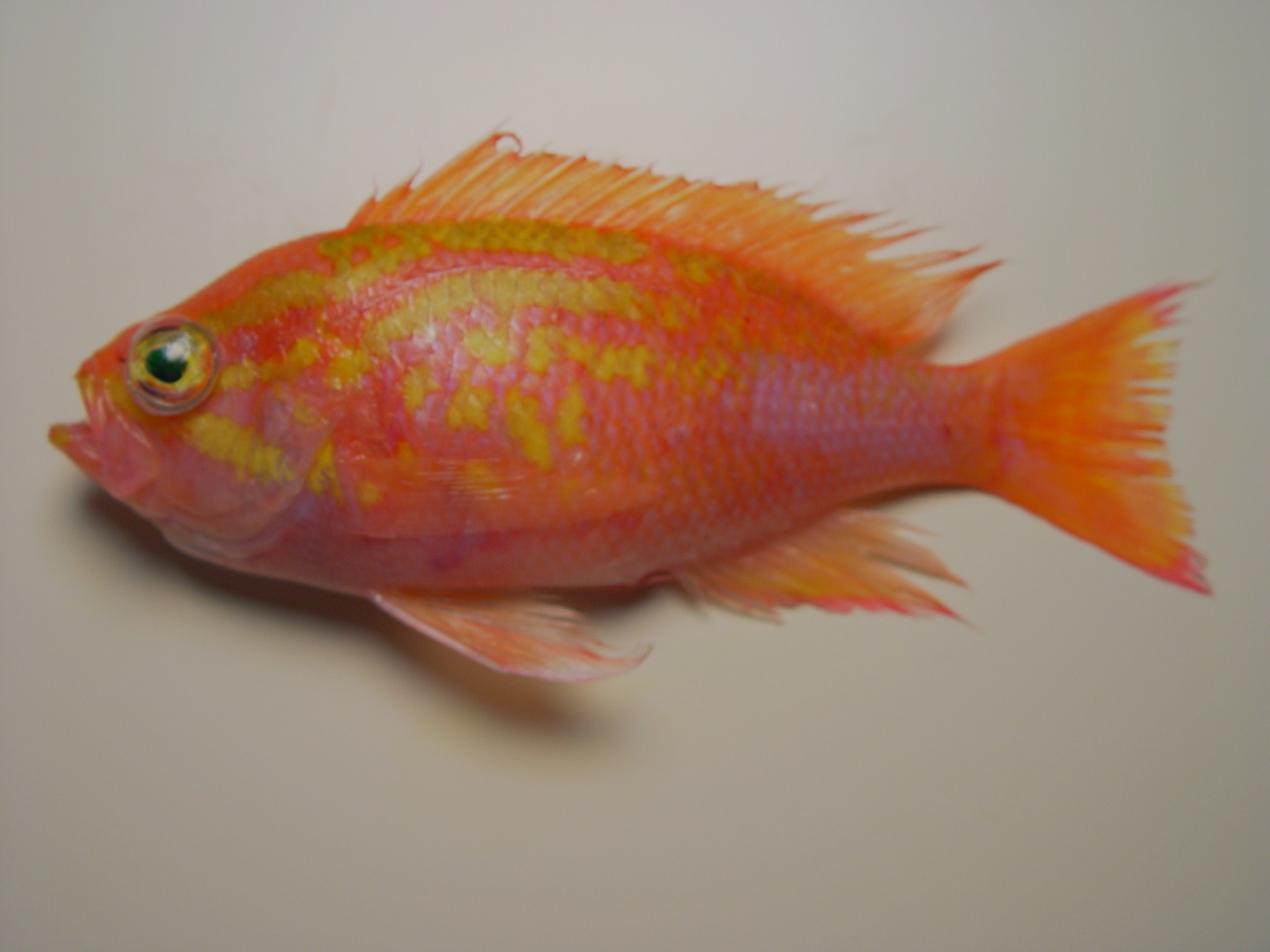
Pronotogrammus martinicensis
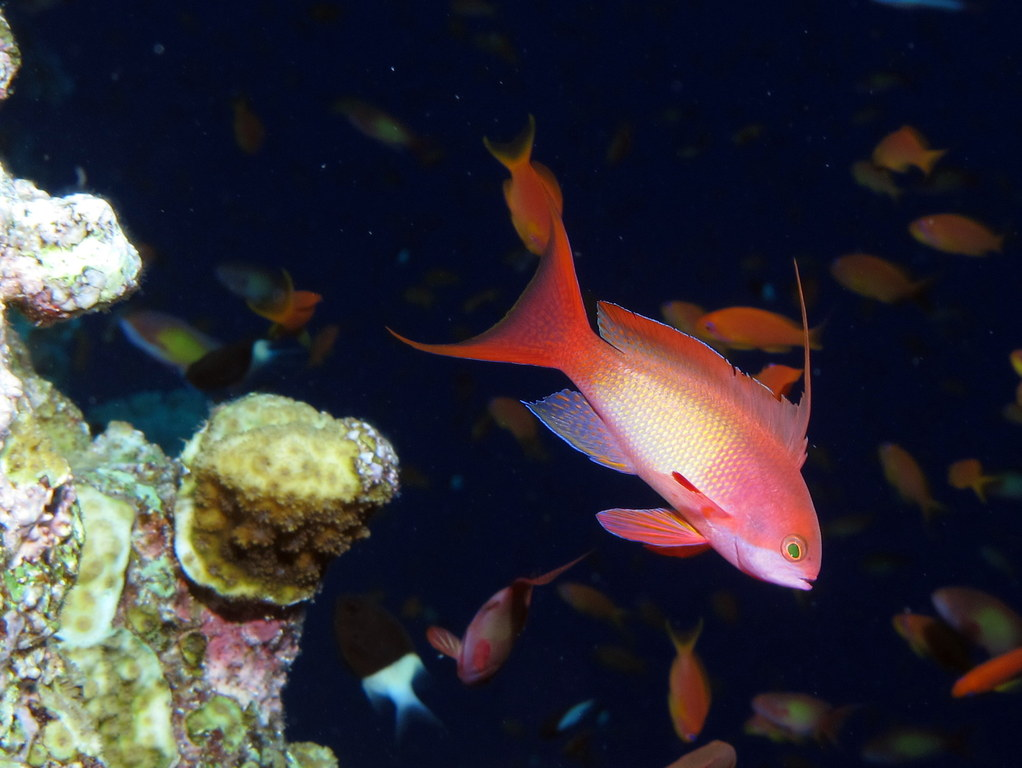
Pseudanthias squamipinnis
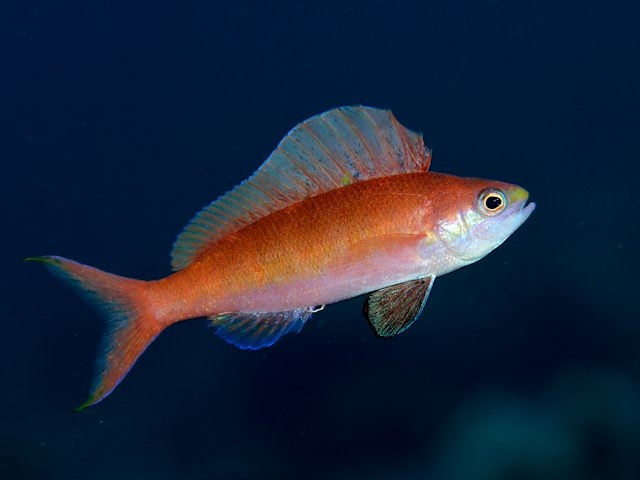
Rabaulichthys suzukii
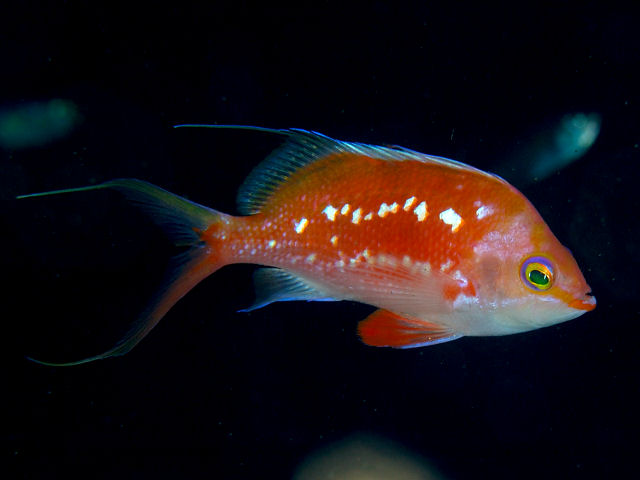
Sacura margaritacea
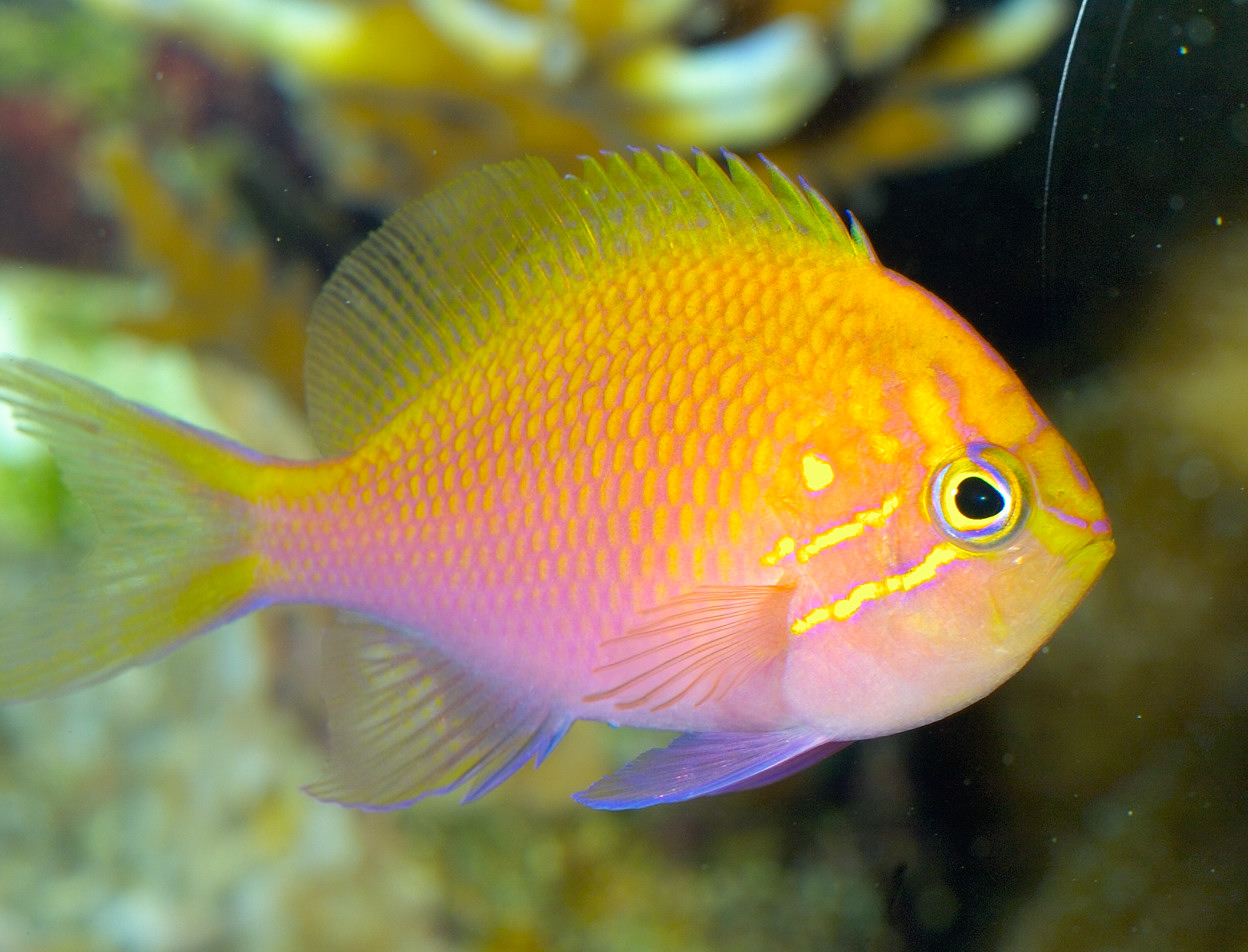
Serranocirrhitus latus
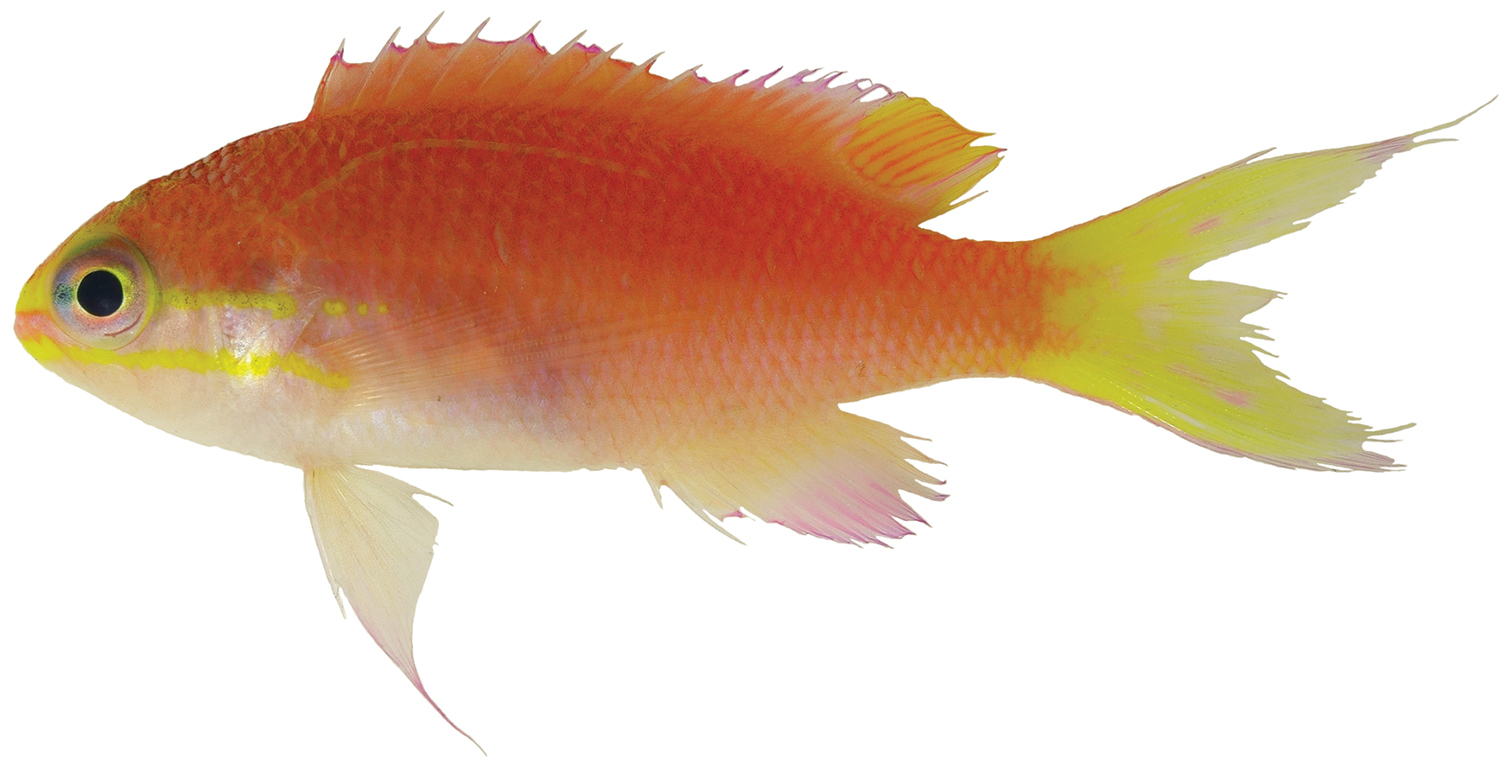
Tosanoides obama
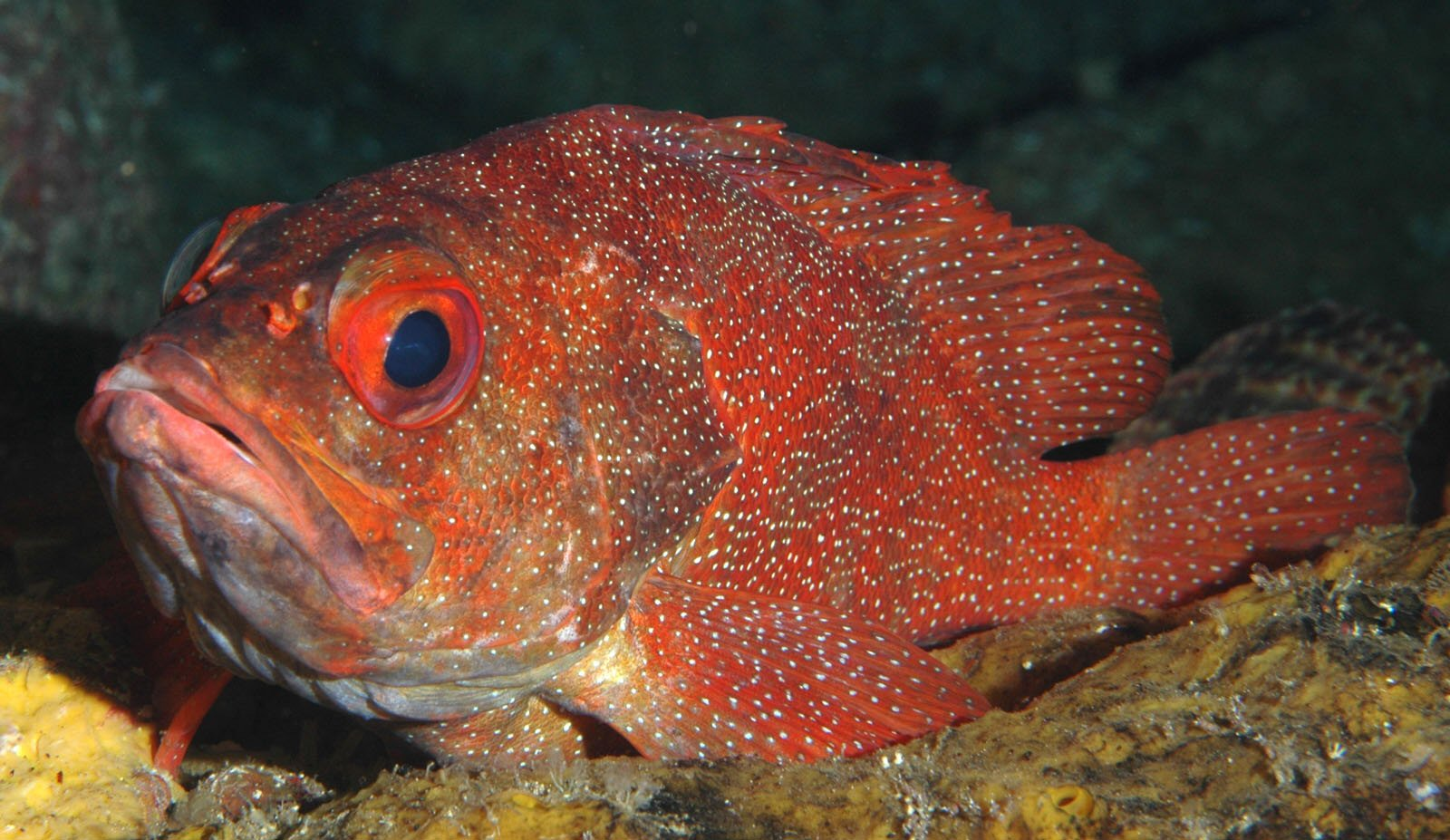
Trachypoma macaranthus
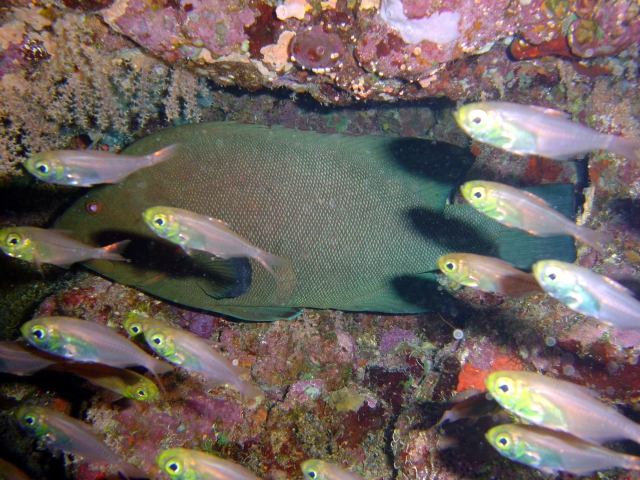
Aethaloperca rogaa
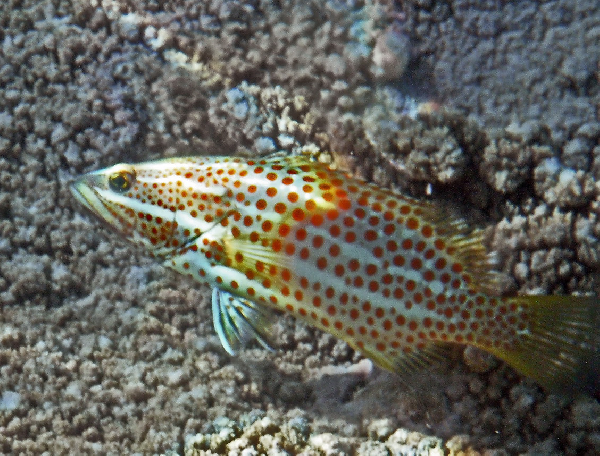
Anyperodon leucogrammicus
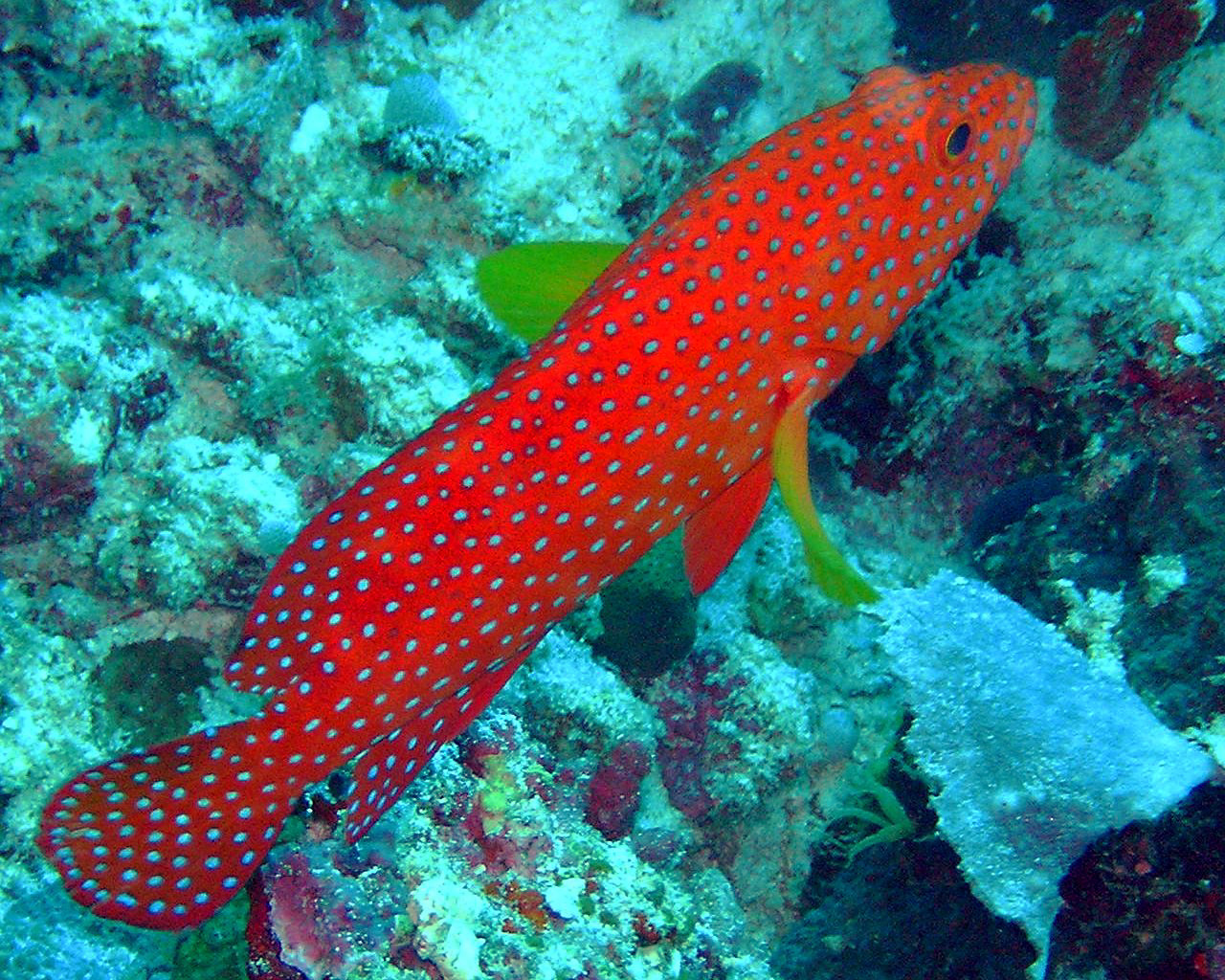
Cephalopholis miniata
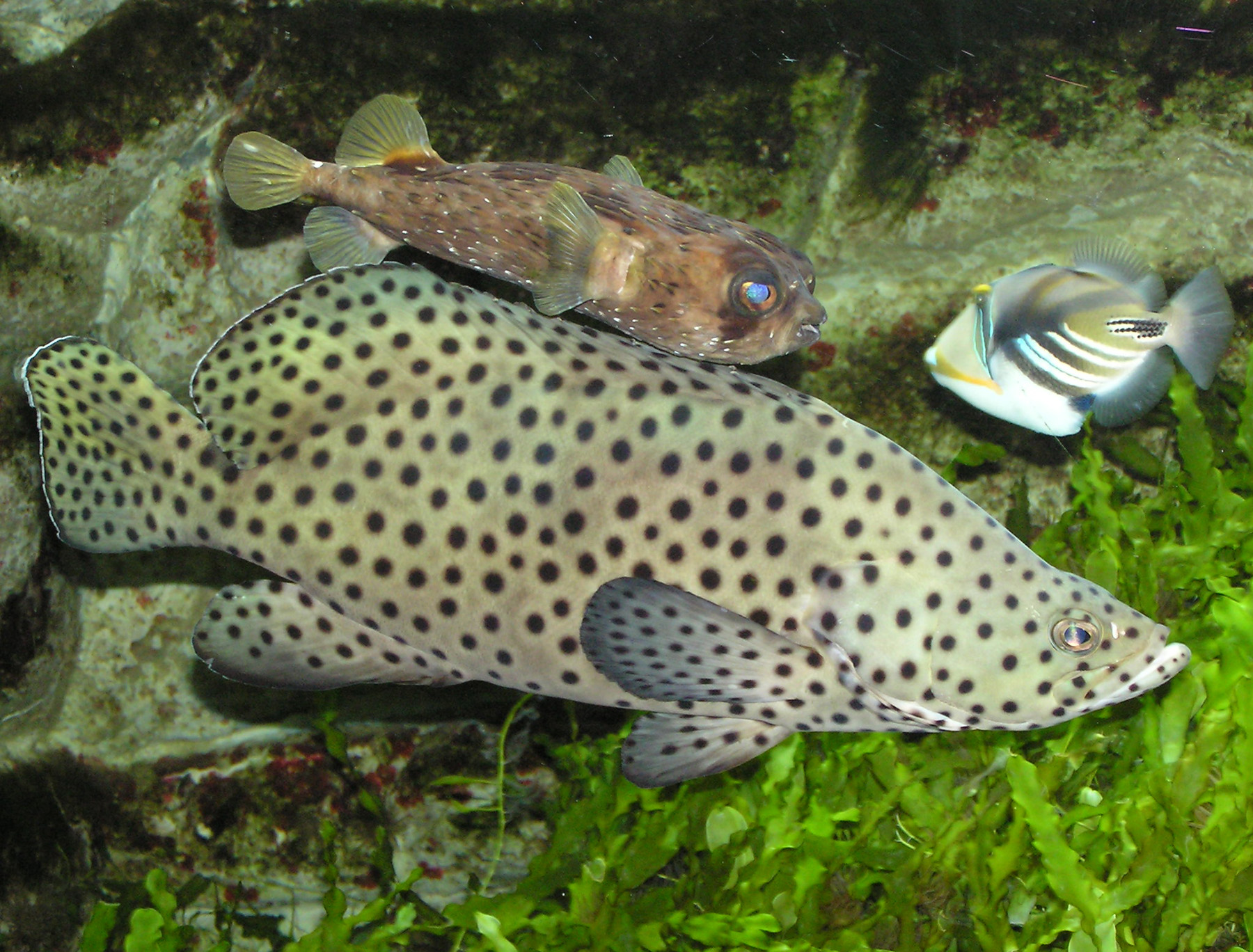
Cromileptes altivelis
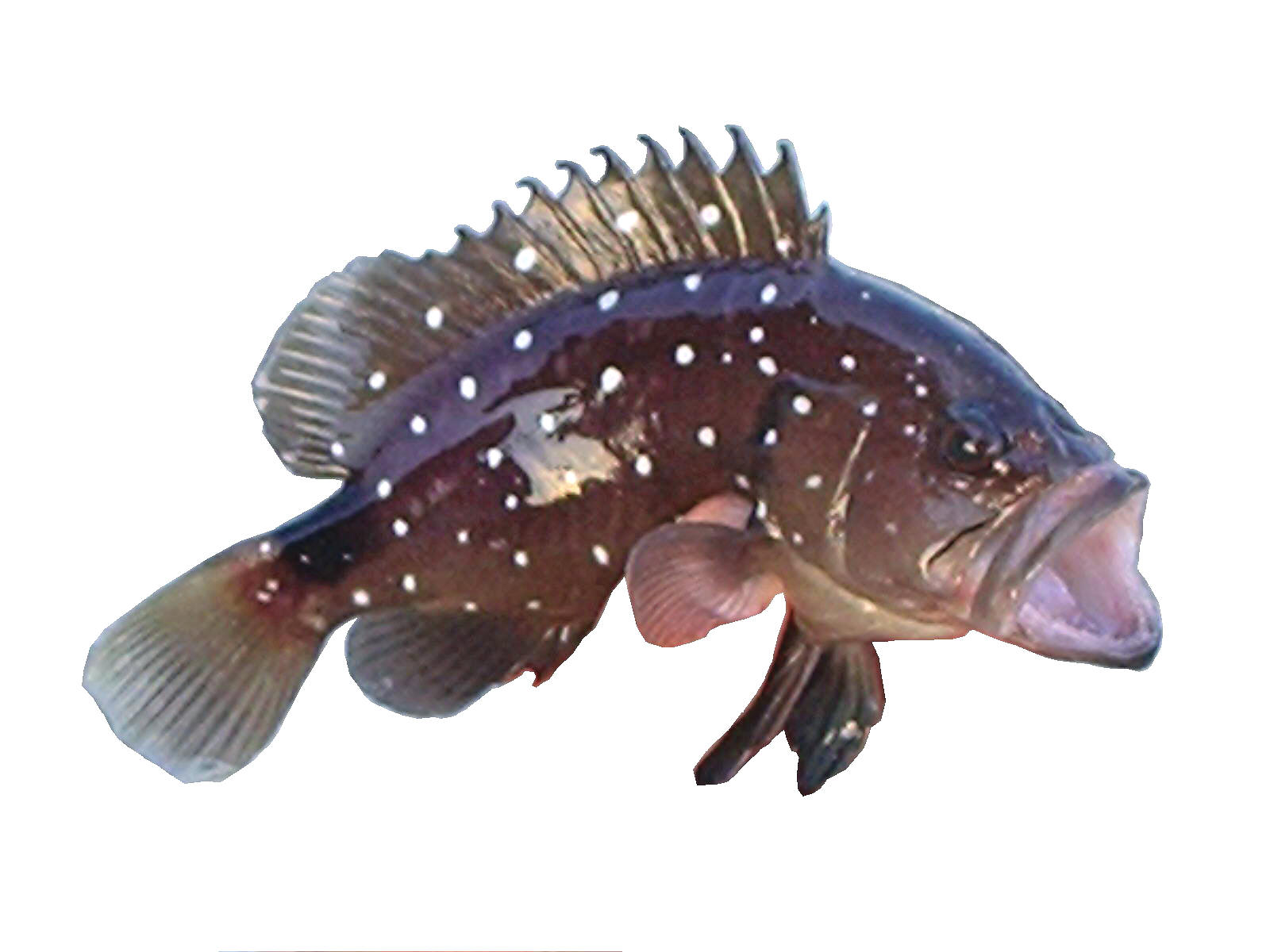
Dermatolepis inermis
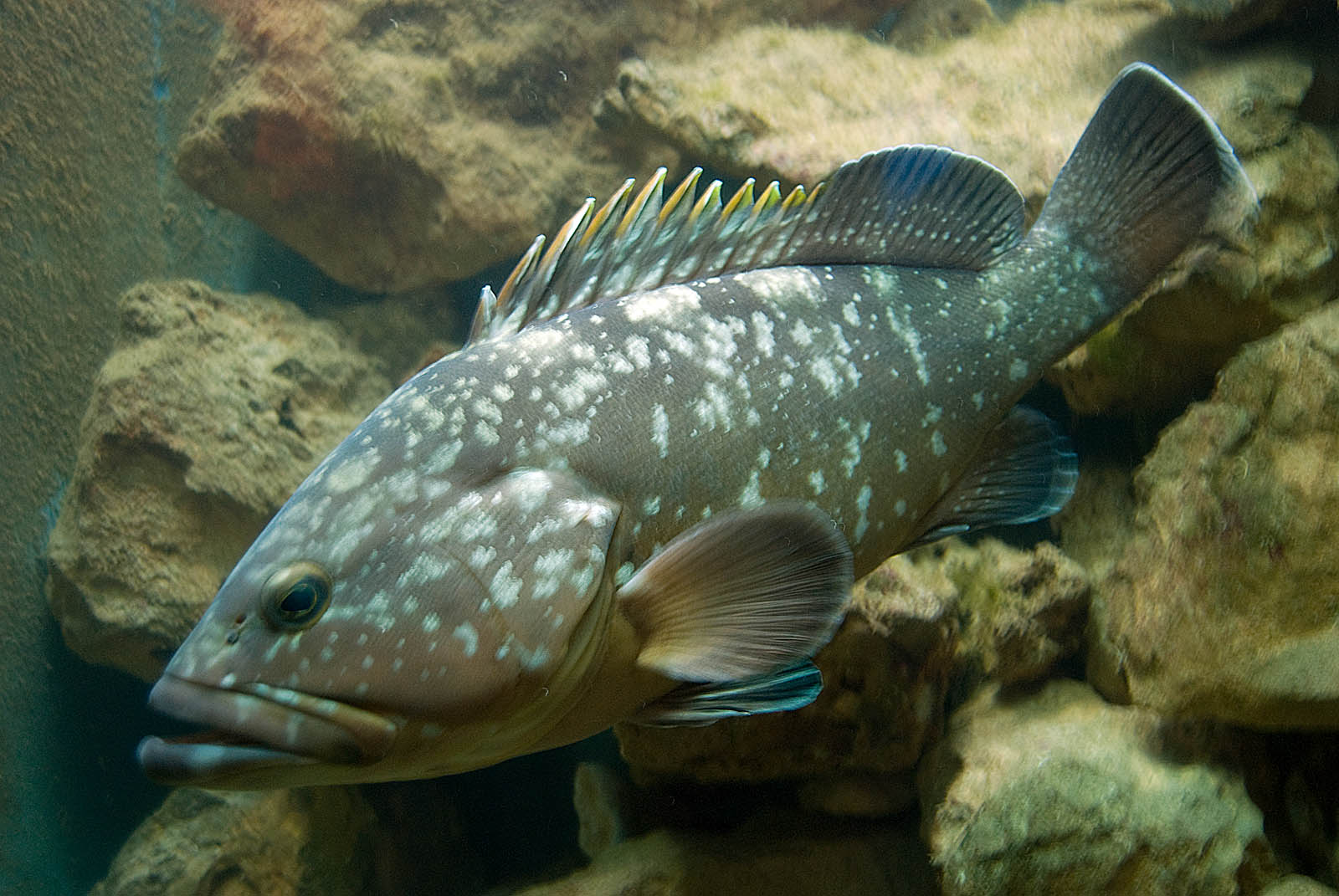
Epinephelus marginatus
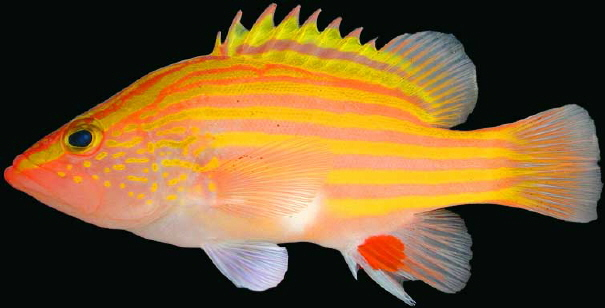
Gonioplectrus hispanus
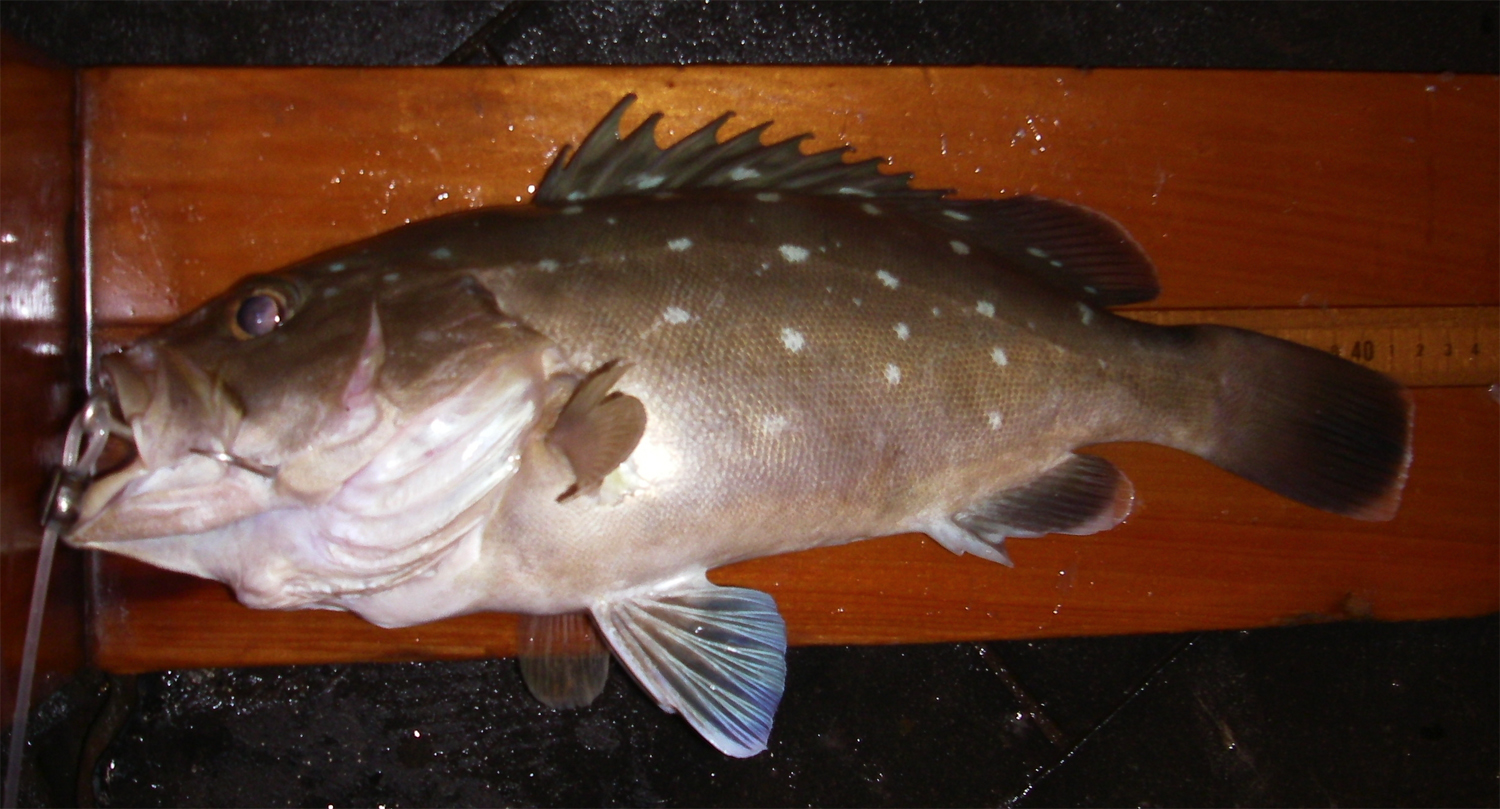
Epinephelus niveatus
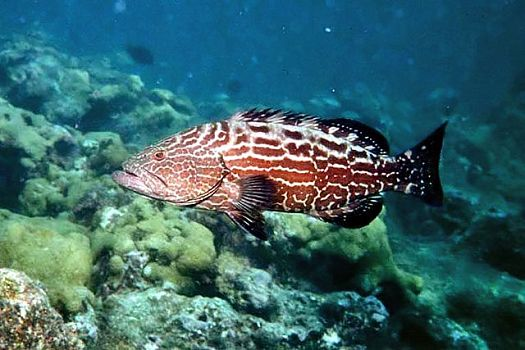
Mycteroperca bonaci
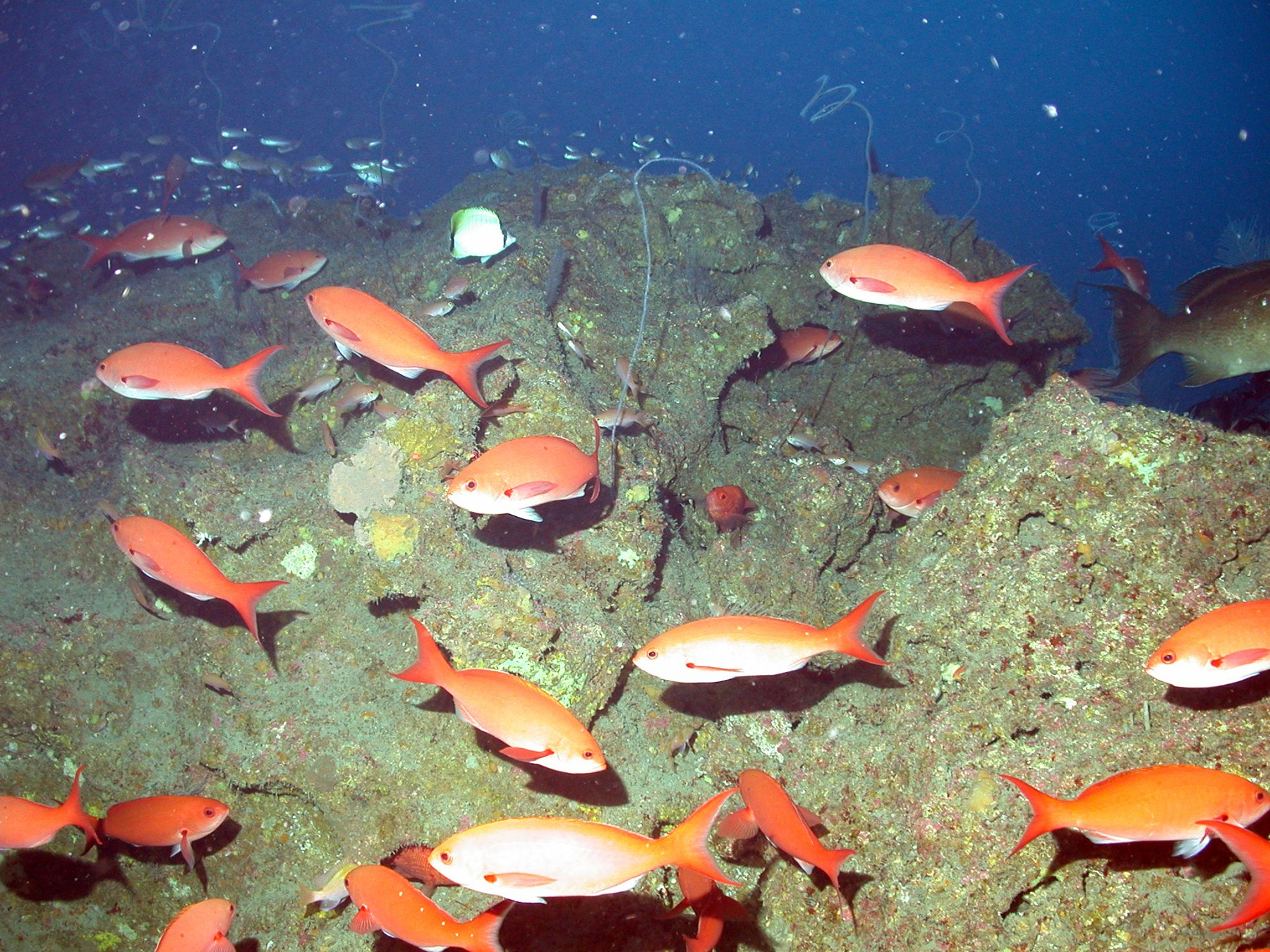
Paranthias furcifer
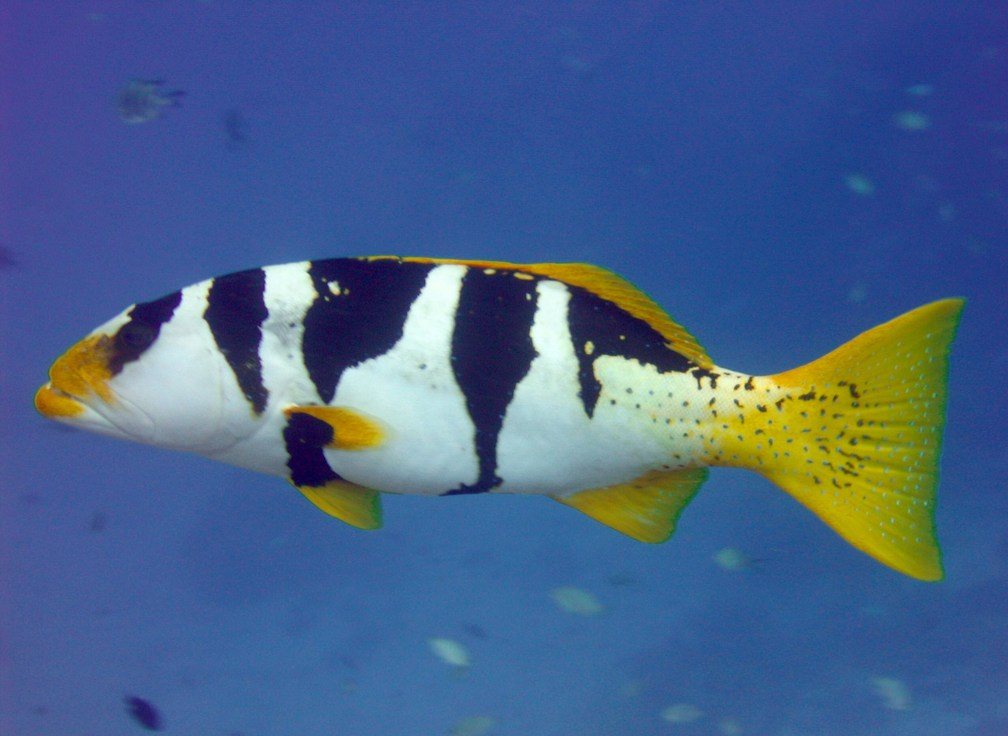
Plectropomus laevis
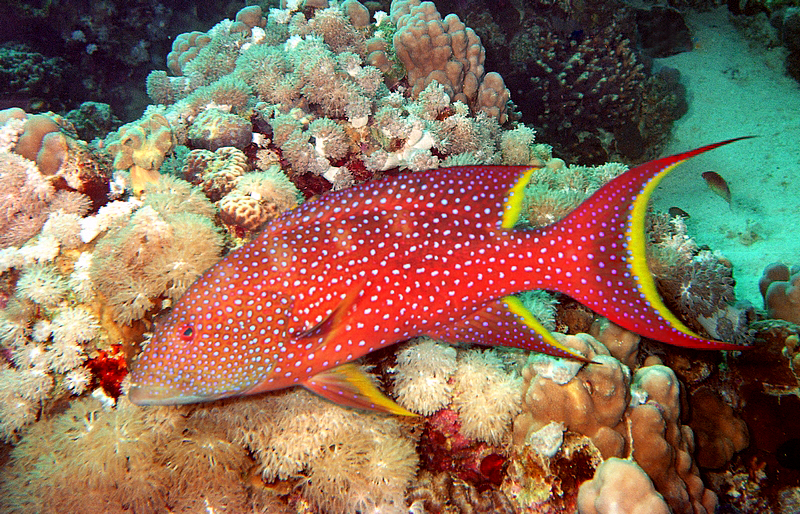
Variola louti
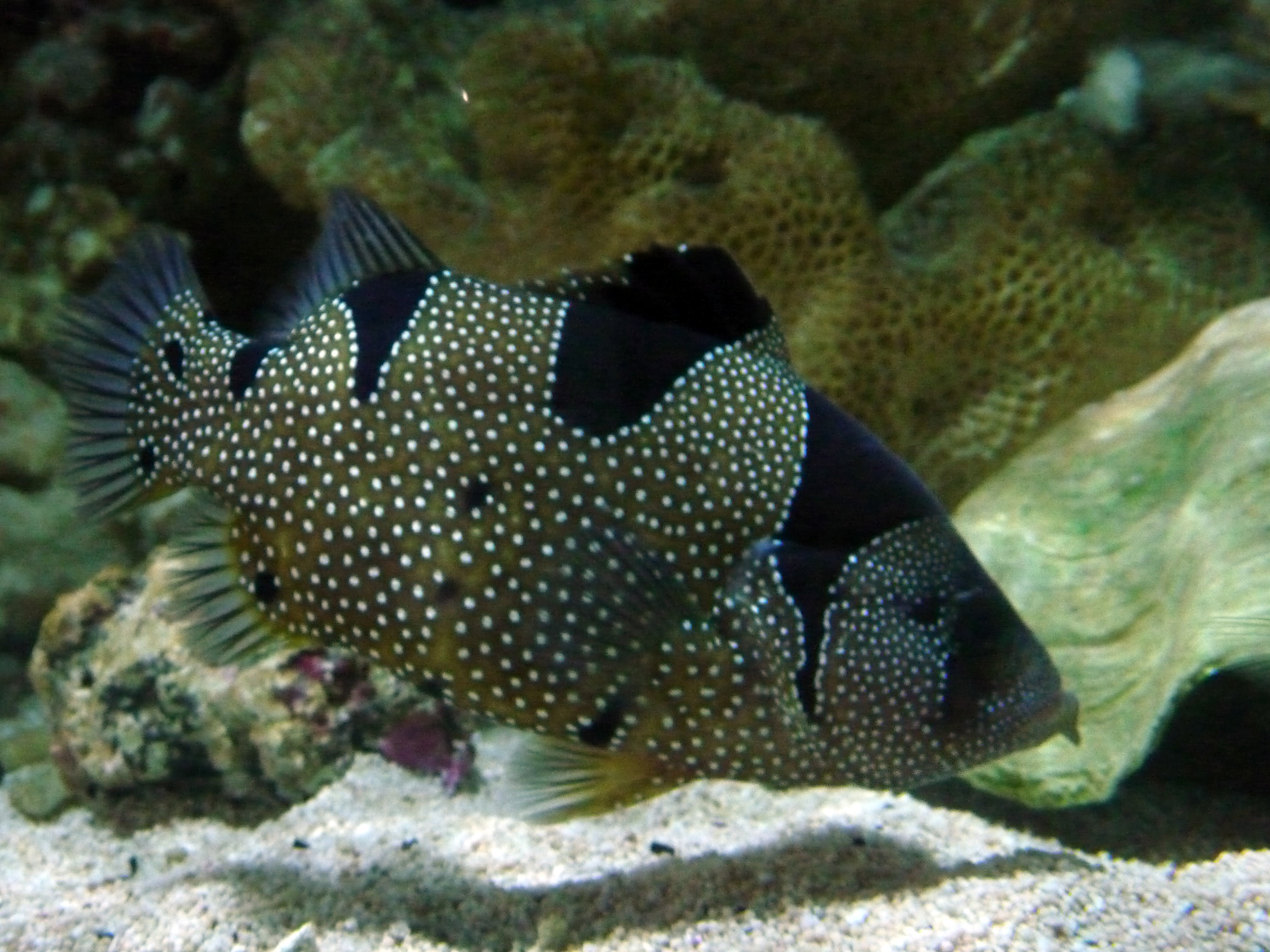
Pogonoperca punctata
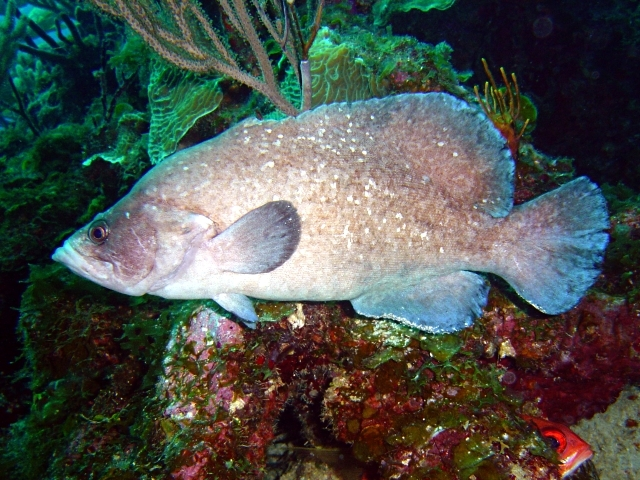
Rypticus saponaceus
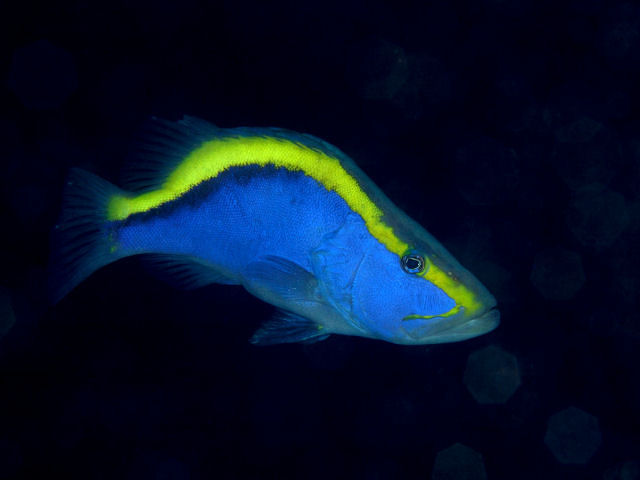
Aulacocephalus temminckii
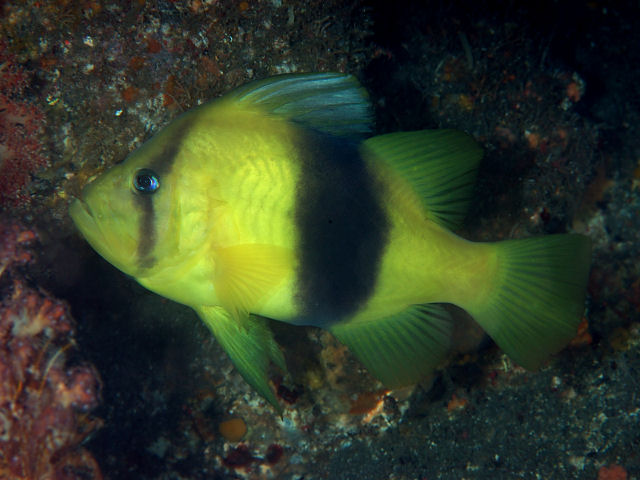
Diploprion bifasciatum
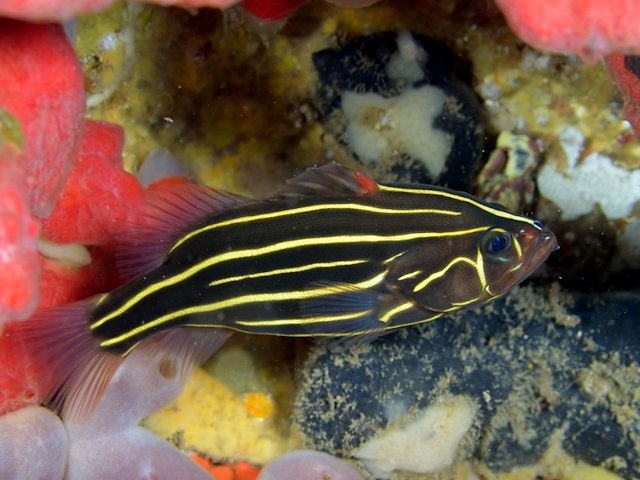
Grammistes sexlineatus
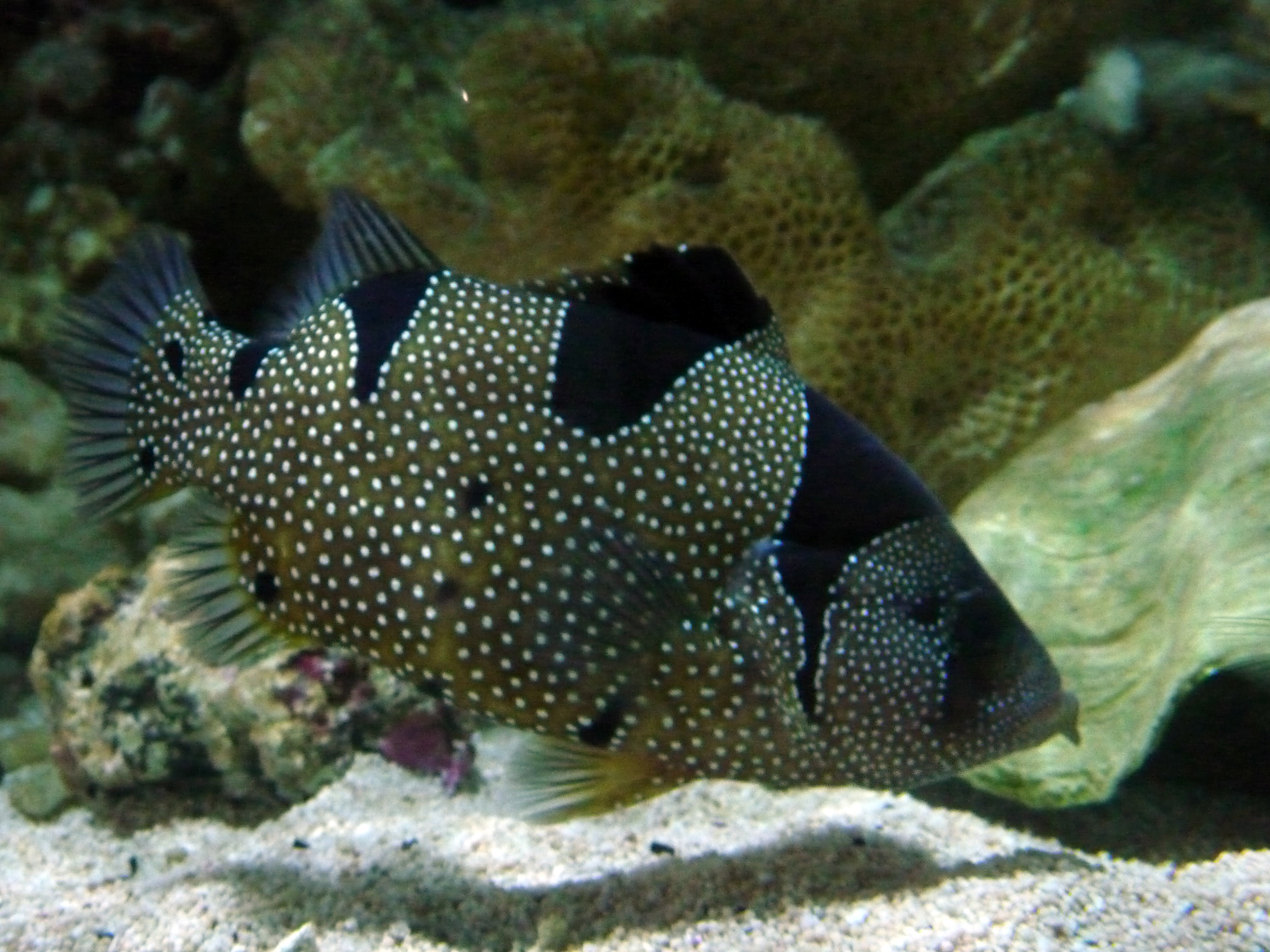
Pogonoperca punctata
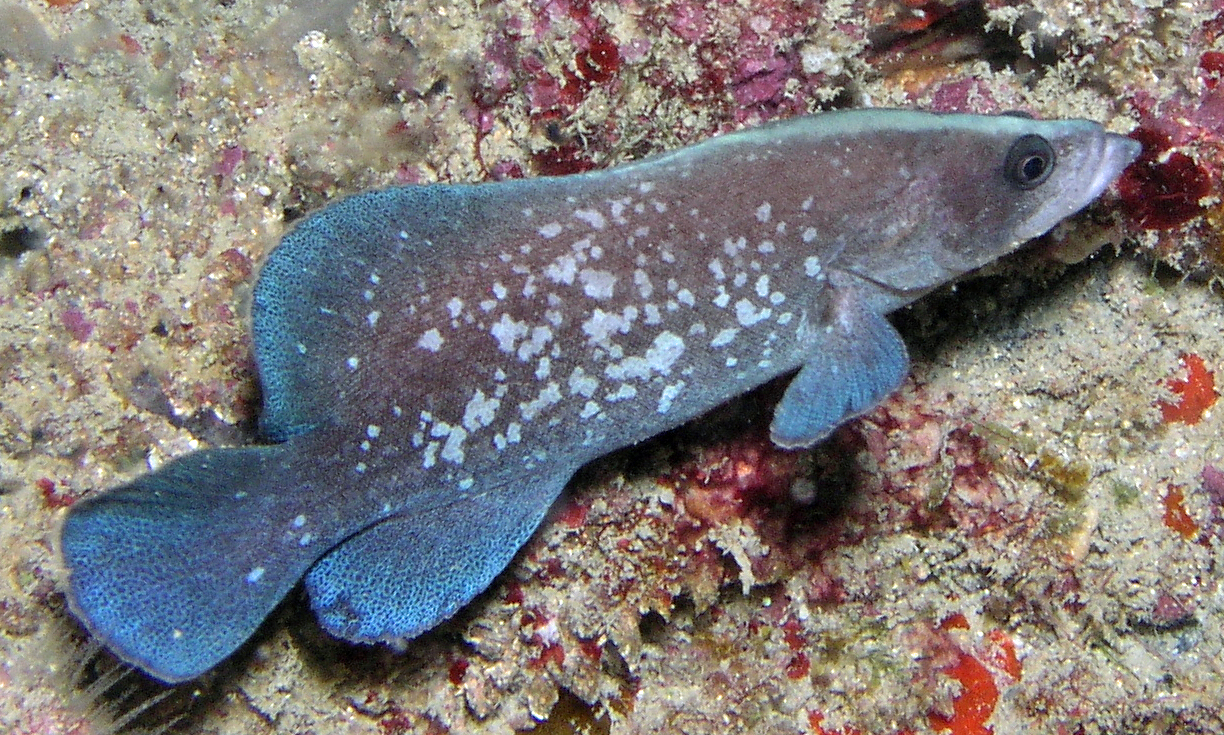
Rypticus bistrispinus
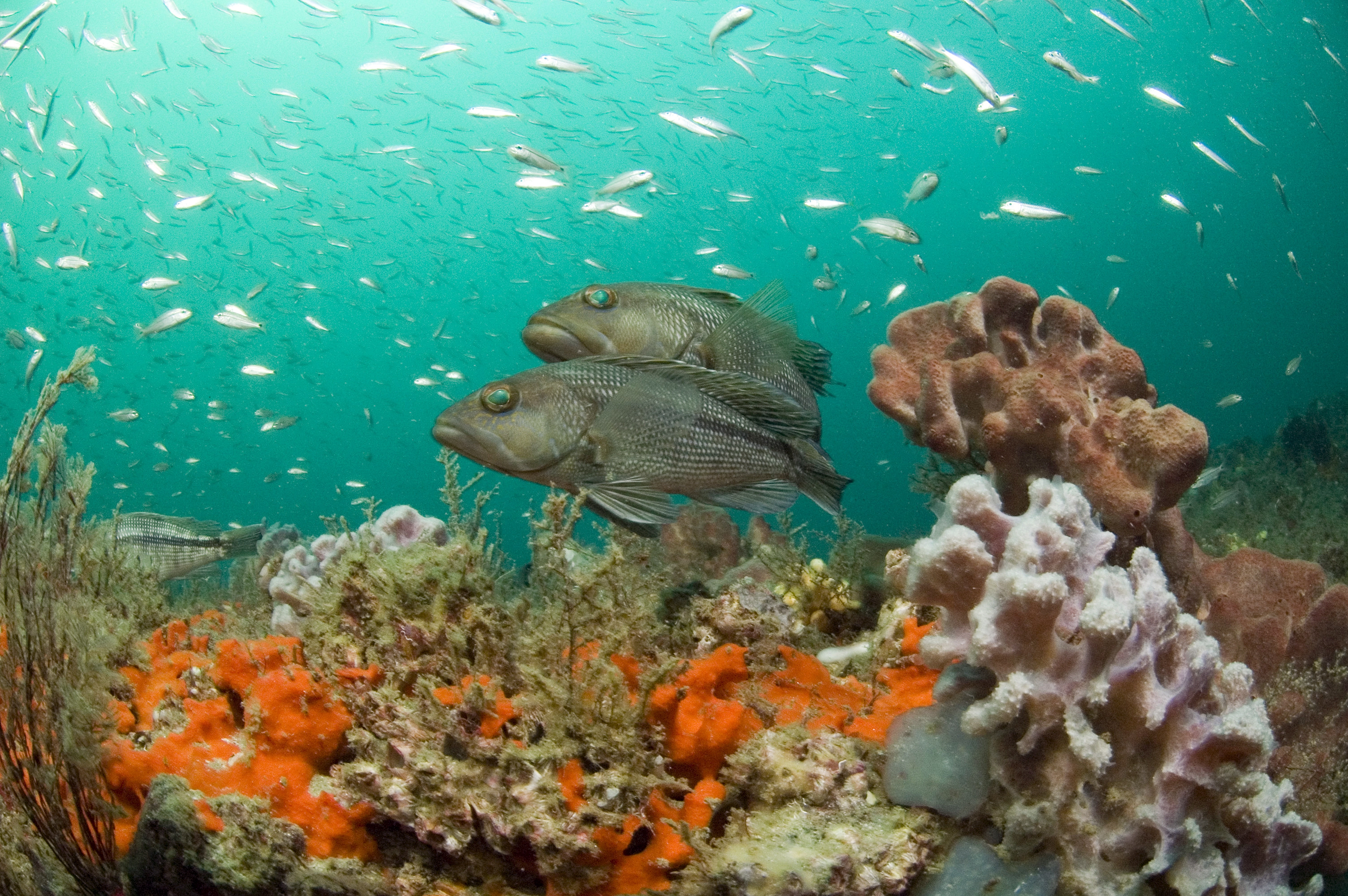
Centropristis striata
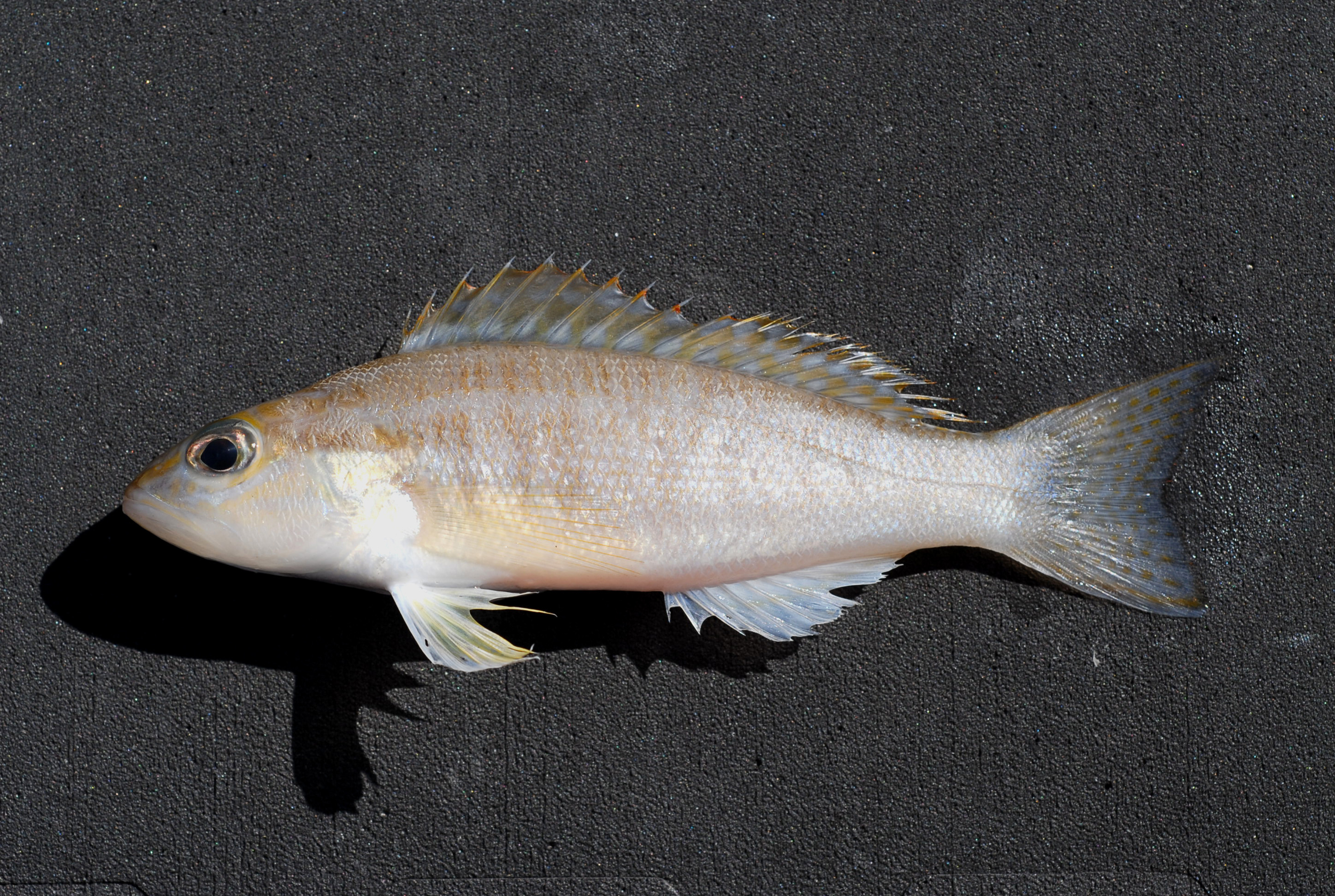
Diplectrum bivittatum
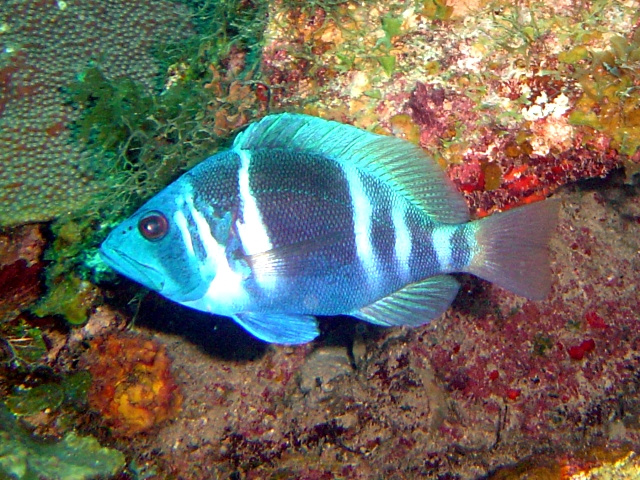
Hypoplectrus indigo
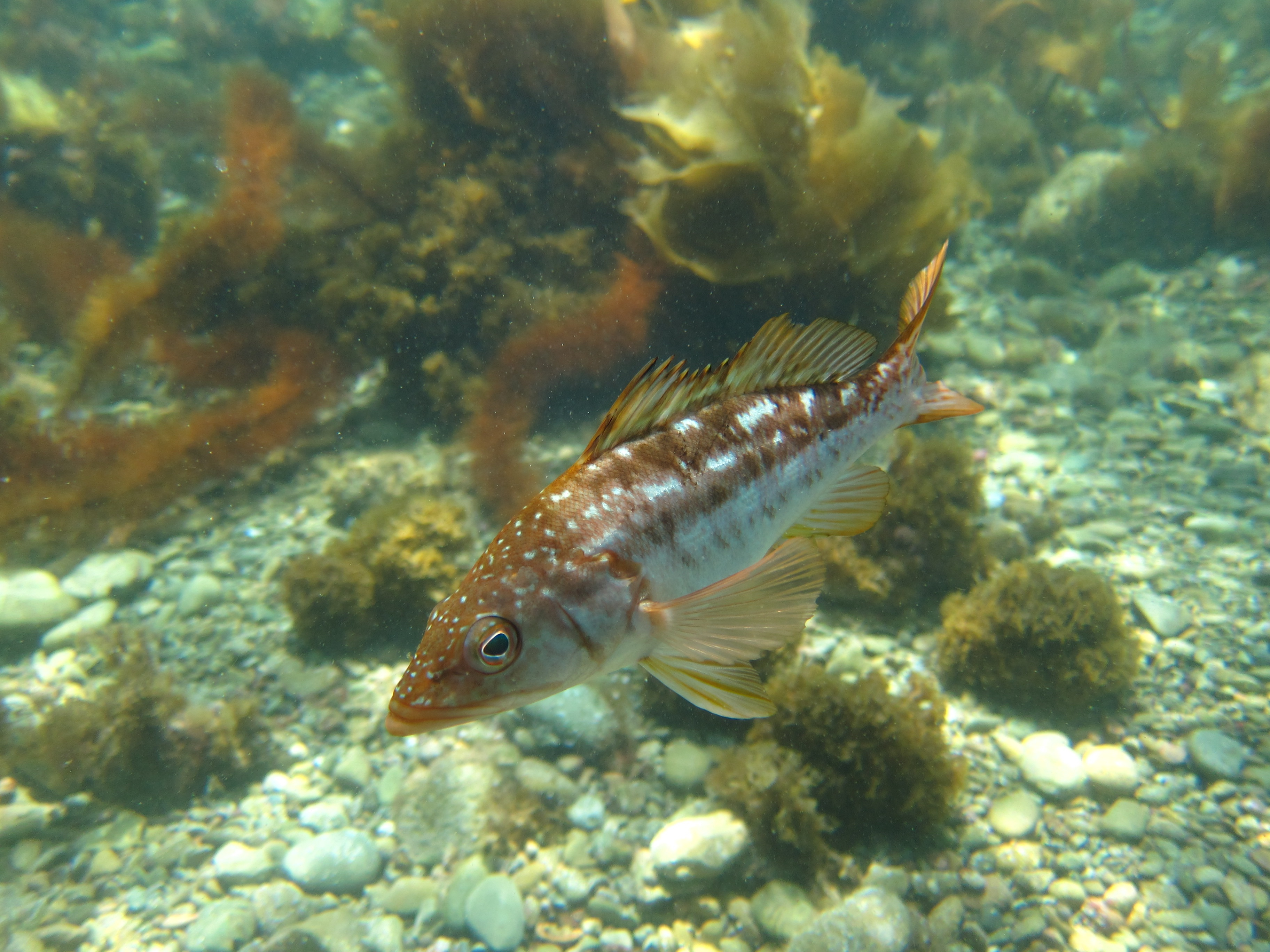
Paralabrax clathratus
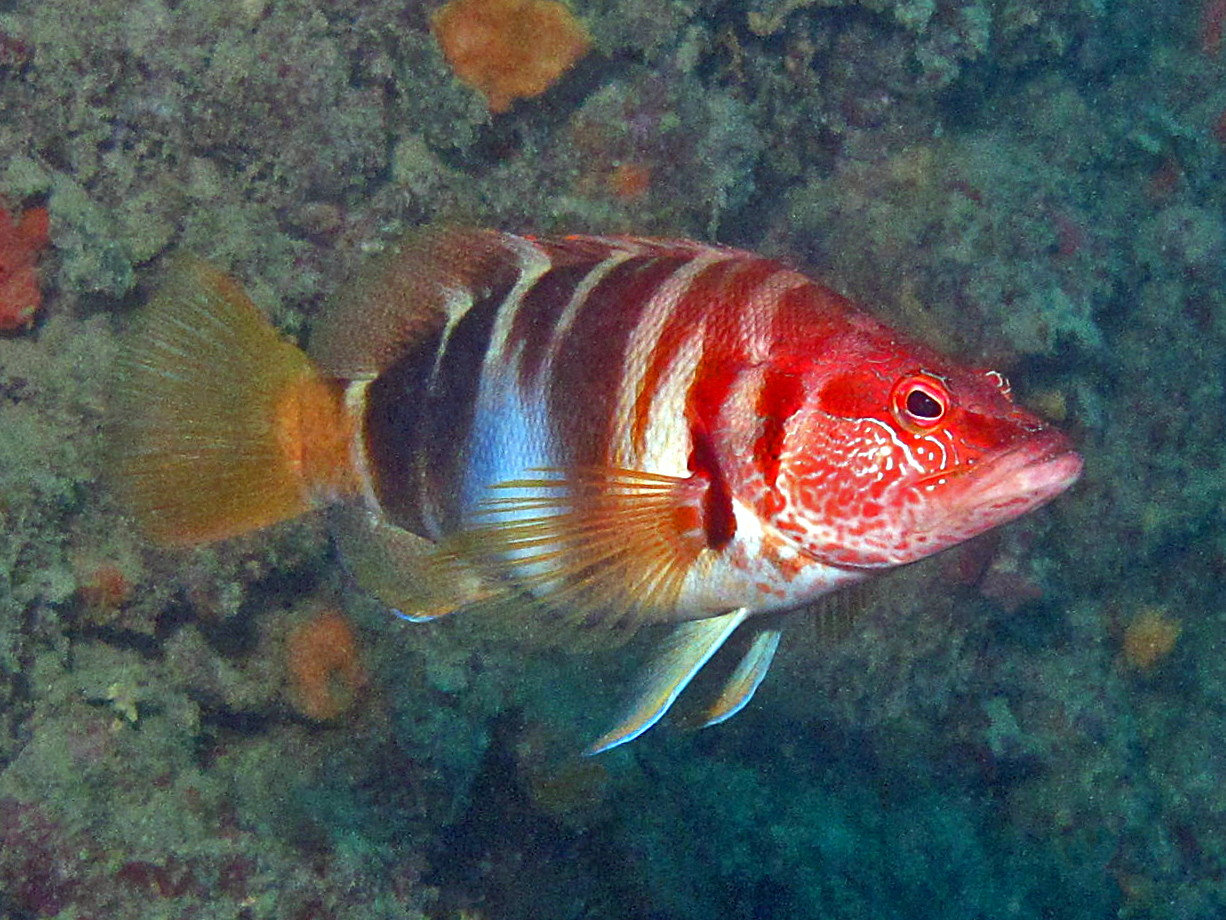
Serranus scriba
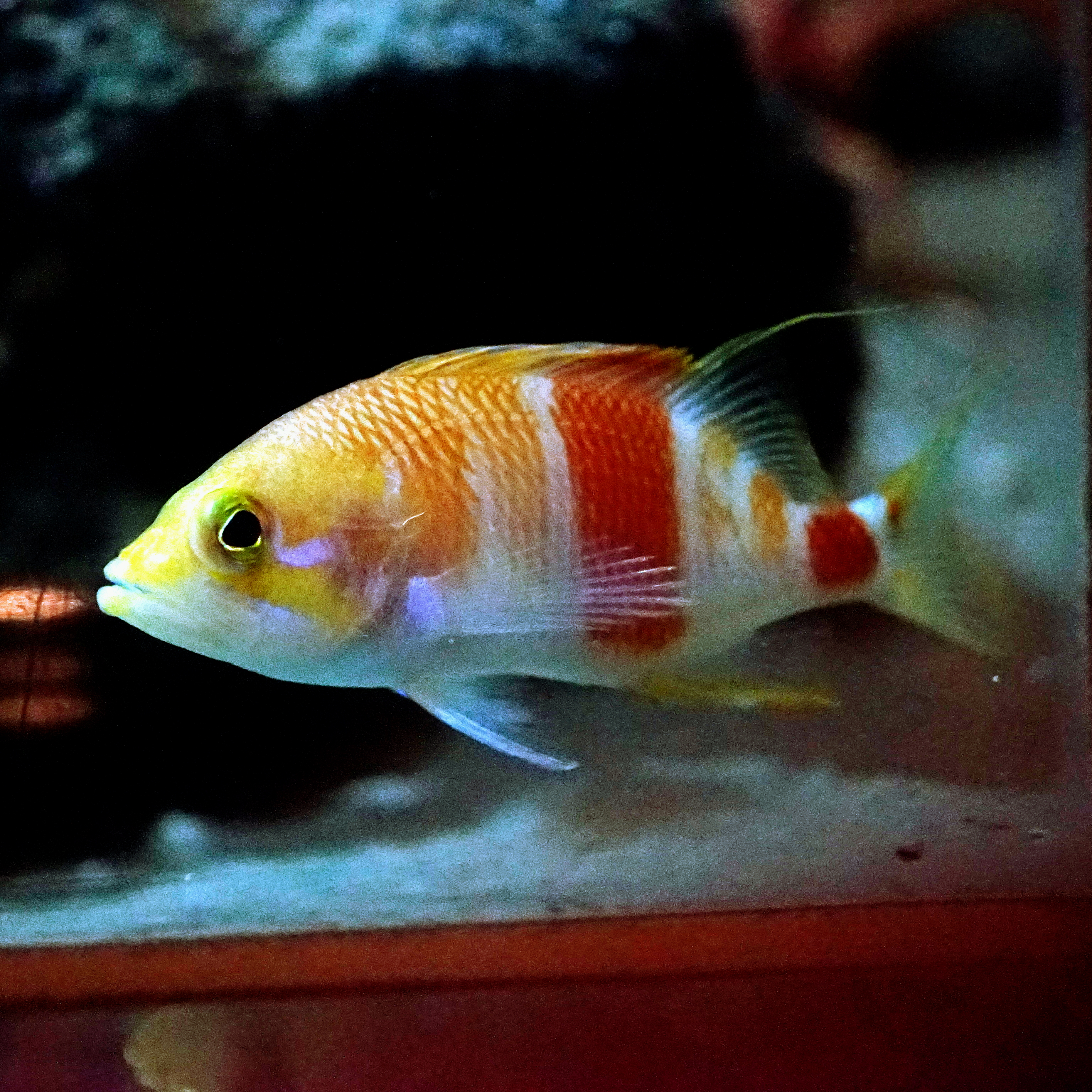
Zalanthias kelloggi